# فنلندا
فِنْلَنْدَا أو فِنلندة (بالفنلندية: Suomi، وبالسويدية: Finland) ورسميًا جُمْهُوريَّةُ فِنْلَنْدَا، هي بلد شمالي يقع في المنطقة الفينوسكاندية في شمال أوروبا. يحدها من الغرب السويد، والنرويج من الشمال وروسيا في الشرق، بينما تقع إستونيا إلى الجنوب عبر خليج فنلندا.
يقيم حوالي 5.5 مليون شخص في فنلندا حيث تتركز الغالبية في المنطقة الجنوبية. تعد البلاد الثامنة من حيث المساحة في أوروبا وأقل بلدان الاتحاد الأوروبي كثافة سكانية. فنلندا جمهورية برلمانية ذات حكومة مركزية مقرها العاصمة هِلْسِنْكِي وحكومات محلية في 336 بلدية. يعيش في منطقة هلسنكي الكبرى حوالي مليون شخص (والتي تضم هلسنكي وإسبو وكاونياينن وفانتا)، ويتم إنتاج ثلث الناتج المحلي الإجمالي للبلاد في تلك المنطقة. من بين غيرها من المدن الكبرى تامبيري وتوركو وأولو ويوفاسكولا ولهتي وكووبيو وكوفولا.
كانت فنلندا تاريخياً جزءاً من السويد، ولكنها منذ عام 1809 تحولت إلى دوقية ذاتية الحكم ضمن الإمبراطورية الروسية. تبع إعلان الاستقلال الفنلندي عن روسيا في 1917 حرب أهلية، وحروب ضد الاتحاد السوفياتي وألمانيا النازية وفترة من الحياد الرسمي خلال الحرب الباردة. انضمت فنلندا إلى الأمم المتحدة في عام 1955، ومنظمة التعاون والتنمية الاقتصادية في عام 1969، والاتحاد الأوروبي في عام 1995، ومنطقة اليورو منذ إنشائها.
فنلندا حديثة العهد نسبياً في التصنيع، حيث حافظت على اقتصاد زراعي حتى الخمسينات من القرن الماضي. تلا ذلك تطور اقتصادي سريع حيث أصبحت البلاد دولة رفاه اجتماعي واسع ومتوازن بين الشرق والغرب من حيث الاقتصاد والسياسة العالمية. تتصدر فنلندا باستمرار المقارنات الدولية في الأداء الوطني. حيث تتزعم فنلندا قائمة أفضل بلد في العالم في استطلاع مجلة نيوزويك لعام 2010 من حيث الصحة والدينامية الاقتصادية والتعليم والبيئة السياسية ونوعية الحياة. كما تعدّ فنلندا ثاني أكثر البدان استقراراً في العالم  والأولى في تصنيف ليجاتوم بروسبيريتي 2009. في عام 2010، كانت فنلندا البلد السابع الأكثر تنافسية في العالم وفقاً للمنتدى الاقتصادي العالمي. تعد فنلندا حالياً ثالث بلد من حيث نسبة الخريجين إلى السكان في سن التخرج العادي حسب كتاب حقائق منظمة التعاون والتنمية الاقتصادية لعام 2010.

## أصل التسمية
أصل التسمية سومي (بالفنلندية تعني فنلندا) غير مؤكد، ولكن من التفسيرات المحتملة الكلمة من اللغة سلف البلطيقية *زيمي ومعناها «الأرض». بالإضافة إلى أن اللغات القريبة من الفنلندية (اللغات الفينية البلطيقية) تستخدم هذا الاسم كما هو الحال في اللغتين البلطيقيتين اللاتفية واللغة الليتوانية. وفقاً لنظرية سابقة يعتقد بأن الاسم مشتق من سوما (أرض الفين) أو سونييمي (رأس الفين).
- من بين أولى الوثائق التي تذكر «أرض الفنلنديين» حجران رونيان. يوجد أحدهما في سودربي في السويد ويذكر الاسم «فنلونت» والآخر في غوتلاند وهي جزيرة سويدية في بحر البلطيق تذكر الاسم «فينلاندي» ويعود تاريخهما إلى القرن الحادي عشر.[45]

## التاريخ

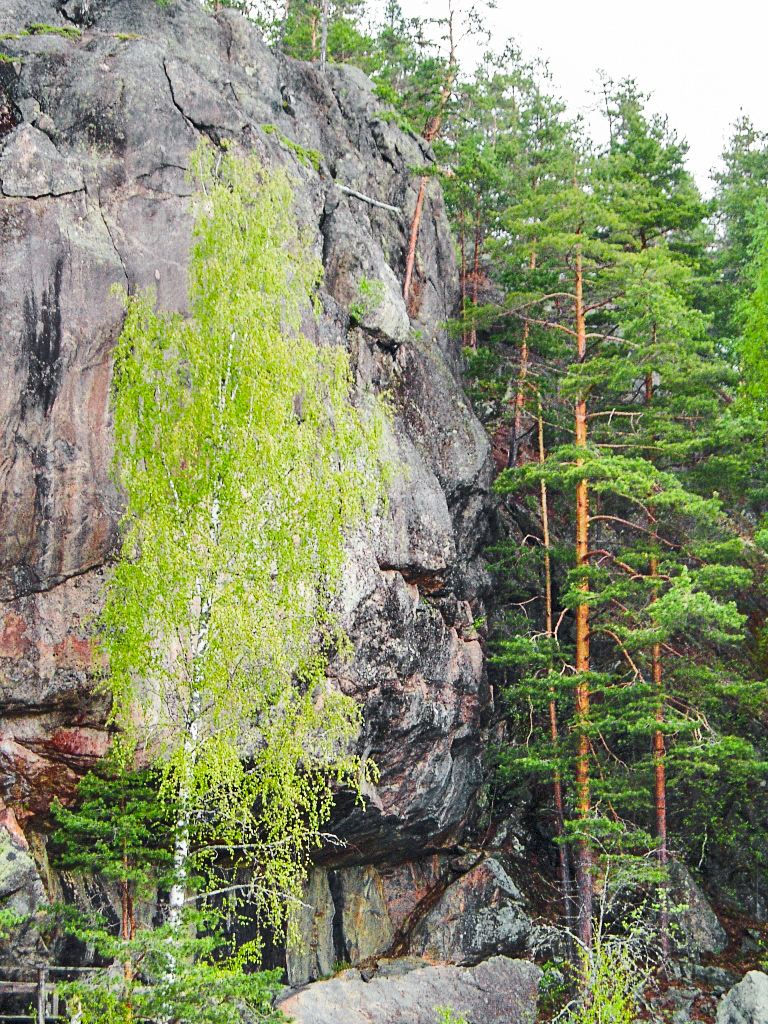
رسومات أحجار أستوفانسالمي في سايما. تعود أقدمها إلى 3000-2500 عام قبل الميلاد.

### ما قبل التاريخ
طبقاً للأدلة الأثرية، جرى استيطان المنطقة التي تضم فنلندا الحالية في أدنى تقدير عند 8500 قبل الميلاد خلال العصر الحجري مع تراجع الغطاء الجليدي في العصر الجليدي الأخير. تكشف القطع الأثرية التي خلفها المستوطنون الأوائل خصائص مشتركة مع تلك التي عثر عليها في إستونيا وروسيا والنرويج. كان المستوطنون الأوائل من الصيادين حيث استخدموا الأدوات الحجرية. ظهر الفخار لأول مرة في 5200 قبل الميلاد عندما ظهرت ثقافة خزف المشط. من المحتمل تزامن وصول ثقافة السلع الحبلية إلى السواحل الجنوبية لفنلدا بين 3000-2500 قبل الميلاد مع بدء الزراعة. حتى مع ظهور الزراعة فإن الصيد وصيد الأسماك كانا عنصرين هامين في اقتصاد الكفاف.
تميز العصر البرونزي (1500-500 قبل الميلاد) والعصر الحديدي (500 ق.م- 1200 م) باتصالات واسعة مع الثقافات الأخرى في المنطقة الفينوسكاندية والبلطيق. لا يوجد إجماع حول بداية استخدام اللغات الفينية الأوغرية واللغات الهندوأوروبية في منطقة فنلندا المعاصرة. في بدايات الألفية الميلادية الأولى، استخدمت الفنلندية المبكرة على الأقل في المستوطنات الزراعية في جنوب فنلندا، بينما انتشر السكان المتحدثون بلغة سامي في معظم أنحاء البلاد.

### العهد السويدي
وطد الملوك السويديون حكمهم في الحروب الصليبية الشمالية من القرن الثاني عشر حتى عام 1249. كما أصبحت فنلندا الحالية جزءاً من المملكة السويدية. وصل المستوطنون الناطقون باللغة السويدية إلى بعض المناطق الساحلية خلال القرون الوسطى. كما أصبحت السويدية اللغة السائدة في الإدارة وبين النبلاء وفي التعليم بينما كانت الفنلندية لغة الفلاحين ورجال الدين والمحاكم المحلية في المناطق ذات الأغلبية الناطقة باللغة الفنلندية.
خلال الإصلاح البروتستانتي، تحول الفنلنديون تدريجياً إلى اللوثرية. في القرن السادس عشر، نشر ميكايل أغريكولا أول الأعمال المكتوبة باللغة الفنلندية. تأسست أول جامعة في فنلندا - الأكاديمية الملكية في توركو - في عام 1640. عانت فنلندا من مجاعة حادة في عامي 1696-1697 حيث فقدت البلاد خلالها ثلث السكان. أما في القرن الثامن عشر فأدت الحروب بين السويد وروسيا إلى احتلال فنلندا مرتين من قبل القوات الروسية، وهي الحروب المعروفة لدى الفنلنديين بالغضب الأكبر (1714-1721) والغضب الأصغر (1742-1743). بحلول ذلك الوقت غلبت التسمية فنلندا على كامل المنطقة من خليج بوتنيا إلى الحدود الروسية.

### عهد الإمبراطورية الروسية
أصبحت فنلندا في 29 مارس 1809 دوقية ذاتية الحكم ضمن الإمبراطورية الروسية حتى عام 1917 بعد أن سيطرت عليها جيوش ألكسندر الأول في الحرب الفنلندية. ضم ألكسندر الأول في عام 1811 إقليم فيبورج الروسي إلى دوقية فنلندا. بدأت اللغة الفنلندية خلال الحقبة الروسية بالحصول على بعض الاعتراف. وابتداءً من ستينيات القرن التاسع عشر ظهرت حركة وطنية فنلندية عرفت باسم حركة فينومن. كما نشرت الملحمة الفنلندية الوطنية «كاليفالا» في 1835 وحققت اللغة الفنلندية بذلك المساواة مع اللغة السويدية في عام 1892.
قتلت المجاعة التي ضربت فنلندا بين 1866-1868 نحو 15٪ من السكان، مما يجعلها واحدة من أسوأ المجاعات في التاريخ الأوروبي. دفعت المجاعة بالإمبراطورية الروسية لتخفيف القوانين المالية وزيادة الاستثمار في العقود التالية وانطلقت التنمية الاقتصادية والسياسية ونمت بسرعة. رغم ذلك كان نصيب الفرد من الناتج المحلي الإجمالي لا يزال نصف نظيره في الولايات المتحدة وثلث البريطاني.
في عام 1906، اعتمد الاقتراع العام في دوقية فنلندا. مع ذلك، توترت العلاقة بين الدوقية والإمبراطورية الروسية عندما أقدمت الحكومة الروسية بخطوات لتقييد الحكم الفنلندي الذاتي. على سبيل المثال، كان الاقتراع العام عملياً غير ذي معنى حيث أن القيصر لم يوافق على أي من القوانين التي اعتمدها البرلمان الفنلندي. تطورت الرغبة في الاستقلال بداية بين الليبراليين المتطرفين  والاشتراكيين.

### الحرب الأهلية وبدايات الاستقلال
بعد ثورة فبراير 1917 جرى التشكيك في مكانة فنلندا كجزء من الإمبراطورية الروسية وذلك أساساً من قبل الاشتراكيين الديمقراطيين. ولأن قائد الدولة كان قيصر روسيا فإنه من غير الجلي من هو الرئيس التنفيذي لفنلندا بعد الثورة. أقر البرلمان الذي يسيطر عليه الحزب الديمقراطي الاشتراكي ما يسمى بقانون السلطة الذي من شأنه أن يعطي السلطة العليا إلى البرلمان. رفضت الحكومة الروسية المؤقتة والأحزاب اليمينية الفنلندية هذا الأمر. قامت الحكومة المؤقتة بحل البرلمان بالقوة الأمر الذي اعتبره الديمقراطيون الاشتراكيون غير قانوني، لأن حق الروس في القيام بحل البرلمان قد سحب من أيديهم من خلال قانون السلطة.
أجريت انتخابات جديدة انتصرت فيها الأحزاب اليمينية بأغلبية ضئيلة. رفض بعض الديمقراطيين الاشتراكيين قبول النتيجة وادعوا بعدم شرعية حل البرلمان (و بالتالي الانتخابات التي تلت ذلك). وهكذا نشب العداء بين الكتلتين السياسيتين.
غيرت ثورة أكتوبر في روسيا اللعبة من جديد. بدأت الأحزاب اليمينية في فنلندا فجأة في إعادة النظر في قرارها منع نقل السلطة التنفيذية العليا من الحكومة الروسية إلى فنلندا مع سيطرة الشيوعيين المتطرفين على السلطة في روسيا. نتيجة لذلك أعلنت الحكومة اليمينية الاستقلال في 6 ديسمبر 1917 بدلاً من الاعتراف بقانون السلطة الذي تم تمريره قبل بضعة أشهر.
في 27 يناير 1918، أطلقت الأعيرة النارية المسؤولة عن اندلاع الحرب في حدثين متزامنين. بدأت الحكومة نزع سلاح القوات الروسية في بوهيانما بينما خطط الحزب الاشتراكي الديمقراطي لانقلاب. نجحت محاولة الحزب الديمقراطي الاشتراكي في السيطرة على جنوب فنلندا وهلسنكي ولكن الحكومة البيضاء استمرت في المنفى من فاسا. أطلق هذا الأمر شرارة الحرب الأهلية القصيرة ولكن المريرة. تفوق البيض المدعومون من ألمانيا الإمبراطورية على الحمر. اعتقل عشرات الآلاف من الحمر ومن يشتبه بتعاطفه معهم في مخيمات حيث مات الآلاف بالإعدام أو من سوء التغذية والمرض. زرعت تلك الأحداث العداوة الاجتماعية والسياسية العميقة بين الحمر والبيض والتي ستستمر حتى حرب الشتاء وما بعدها. أدت الحرب الأهلية وتوغلات النشطاء في الاتحاد السوفياتي إلى علاقات شرقية متوترة.
بعد مغازلة قصيرة للنظام الملكي، أصبحت فنلندا جمهورية رئاسية، مع انتخاب كارلو يوهو ستالبيرغ كأول رئيس في 1919. تم ترسيم الحدود الفنلندية الروسية بموجب معاهدة تارتو في عام 1920، وهي تتبع الحدود التاريخية إلى حد كبير ولكن مع منح بيتشينغا (بالفنلندية: بتسامو) ومينائها على بحر بارنتس لفنلندا. لم تشهد الديمقراطية الفنلندية أي محاولات انقلابية سوفياتية أخرى ونجت من حركة لابوا المعادية للشيوعية. كانت العلاقة بين فنلندا والاتحاد السوفياتي متوترة. كما لم تكن العلاقات بين ألمانيا وفنلندا جيدة أيضاً. تم تدريب القوات العسكرية في فرنسا وتعززت العلاقات مع أوروبا الغربية والسويد.
بلغ تعداد السكان في 1917 نحو 3 ملايين نسمة. أصدر إصلاح زراعي قائم على الائتمان بعد الحرب الأهلية مما رفع من نسبة السكان الذين يملكون رأس المال. عمل حوالي 70 ٪ من قوة العمل في الزراعة و 10 ٪ في الصناعة. كانت أكبر أسواق التصدير للمملكة المتحدة وألمانيا.

### الحرب العالمية الثانية

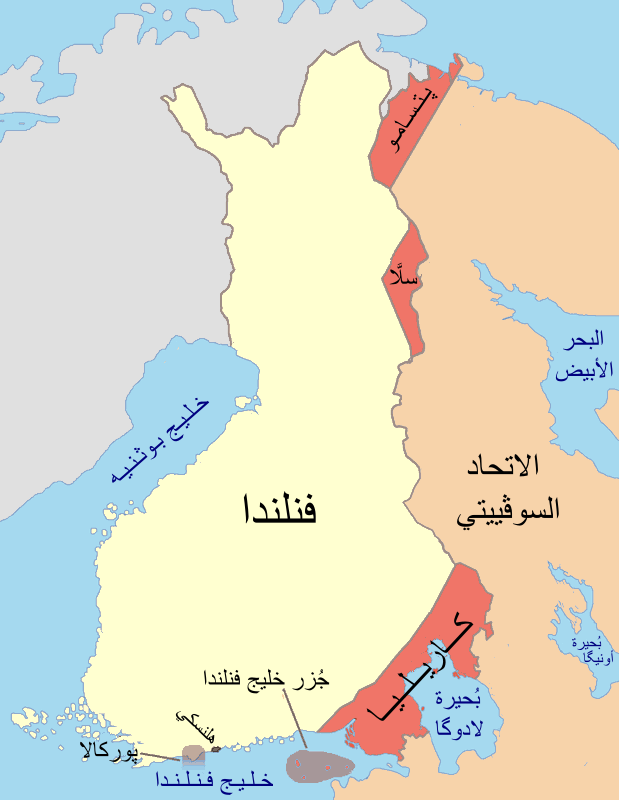
المناطق التي تنازلت عنها فنلندا لصالح السوفييت بعد حرب الشتاء عام 1940 وحرب الاستمرار 1944. أعيدت بوركالا عام 1956.

خلال الحرب العالمية الثانية، حاربت فنلندا الاتحاد السوفياتي مرتين: في حرب الشتاء 1939-1940 بعد أن هاجم الاتحاد السوفياتي فنلندا، وفي حرب الاستمرار 1941-1944 في أعقاب عملية بارباروسا والتي غزت فيها ألمانيا الاتحاد السوفياتي. حاصرت القوات الفنلندية والألمانية لينينغراد ثاني أكبر المدن السوفياتية طوال 872 يوماً. أسفر حصار لينينغراد عن مقتل نحو مليون شخص من سكان المدينة. بعد وصول القتال ضد الهجوم السوفياتي الكبير في يونيو / يوليو 1944 إلى طريق مسدود، وقعت فنلندا هدنة مع الاتحاد السوفياتي. تلا ذلك حرب لابلاند من 1944-1945 التي طردت فيها فنلندا الألمان من شمال فنلندا.
شملت المعاهدات الموقعة في 1947 و1948 مع الاتحاد السوفياتي التزامات فنلندية وقيوداً وتعويضات فضلاً عن المزيد من التنازلات عن الأراضي الفنلندية التي بدأت في معاهدة موسكو للسلام في عام 1940. نتيجة للحربين، أجبرت فنلندا على التنازل عن معظم كاريليا الفنلندية وسالا وبتسامو والتي بلغت عشرة في المئة من مساحة أراضيها وعشرين في المئة من طاقتها الصناعية، بما في ذلك موانئ فيبورغ وليناهاماري الخالي من الجليد. فر معظم سكان تلك المناطق البالغين نحو 400,000 شخص. لم تحتل القوات السوفياتية فنلندا أبداً بل أبقت على استقلالها، لكن فنلنداً فقدت حوالي 93,000 من جنودها وهي ثالث أعلى نسبة بين خسائر الحرب العالمية الثانية.
كان على فنلندا رفض مساعدات مشروع مارشال. مع ذلك، فإن الولايات المتحدة قدمت مساعدات تنمية سرية ساعدت الحزب الديمقراطي الاشتراكي غير الشيوعي أملاً في الحفاظ على استقلال فنلندا. أدى تعزيز التجارة مع الدول الغربية مثل المملكة المتحدة والتعويضات المقدمة إلى الاتحاد السوفياتي لتحويل فنلندا من الاقتصاد الزراعي في المقام الأول إلى اقتصاد صناعي. على سبيل المثال، تأسست شركة فالميت لتأمين المواد اللازمة لتعويضات الحرب. حتى بعد أن تم دفع التعويضات، استمرت فنلندا بالتجارة مع الاتحاد السوفياتي في إطار التجارة الثنائية لفقرها لبعض الموارد اللازمة للصناعة (مثل الحديد والنفط).

### الحرب الباردة
وظفت الزراعة في عام 1950 تقريباً نصف قوة العمالة الفنلندية، بينما عاش ثلث السكان في المناطق الحضرية. كانت الوظائف جديدة في مجال الخدمات والصناعات التحويلية والتجارة مصدر جذب للناس إلى المدن. انخفض متوسط عدد المواليد لكل امرأة من 3.5 في 1947 (طفرة المواليد بعد الحرب العالمية الثانية) إلى 1.5 في 1973. عندما دخل أبناء طفرة المواليد سوق العمل، لم تستطع الحكومة توفير فرص عمل بالسرعة الكافية، مما دفع بمئات الآلاف إلى الهجرة إلى السويد الصناعية حيث بلغت الهجرة ذروتها في 1969 و 1970. جلبت دورة الألعاب الأولمبية الصيفية 1952 الزوار الدوليين. ساهمت فنلندا في تحرير التجارة في البنك الدولي وصندوق النقد الدولي والاتفاق العام بشأن التعريفات الجمركية والتجارة.

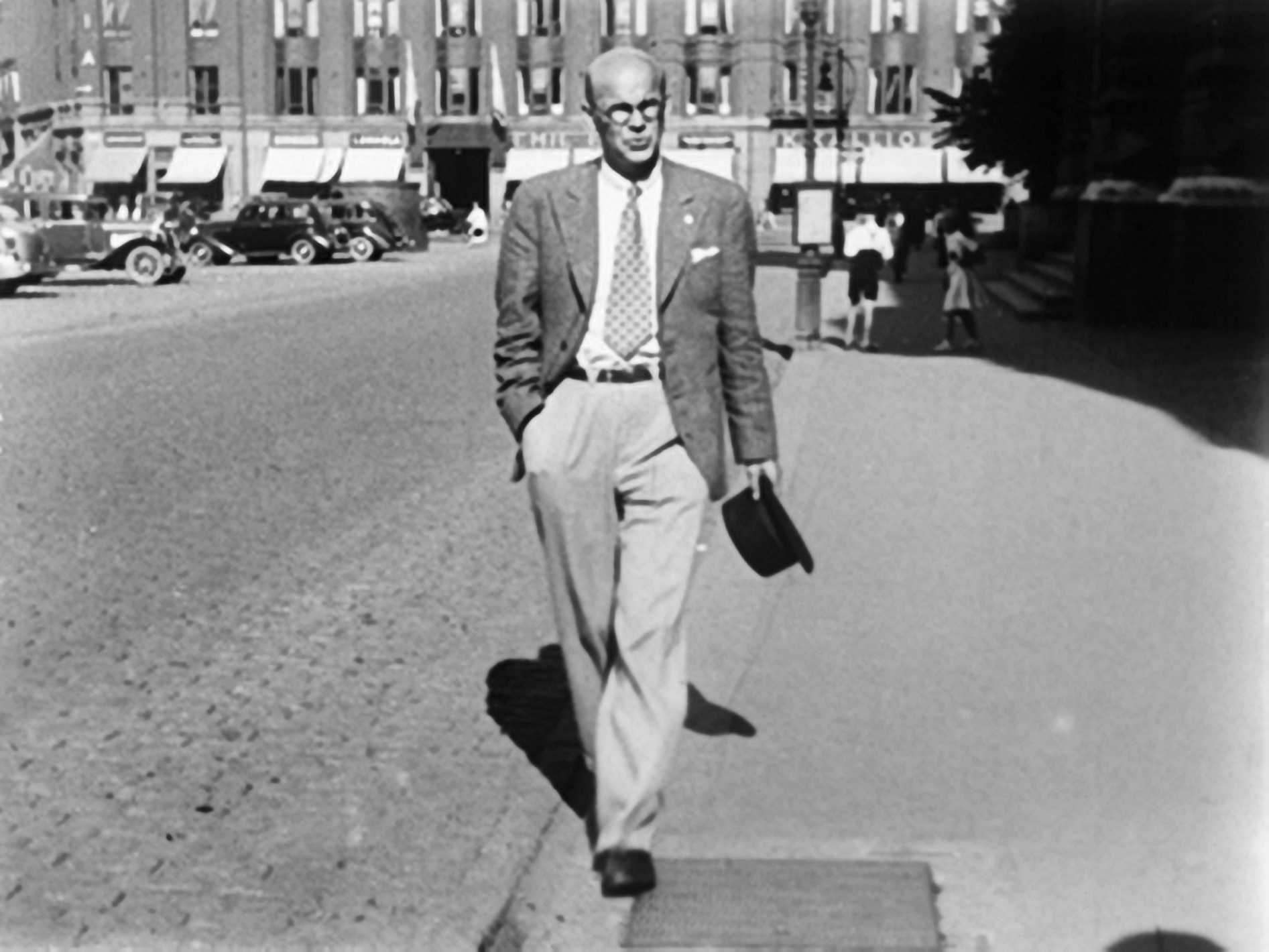
أورهو ككونن ثامن رئيس لفنلندا

شغلت فنلندا رسمياً في منطقة رمادية بين الدول الغربية والاتحاد السوفيتي، رغم ادعائها الحياد الرسمي. أعطى ميثاق الصداقة والتعاون والمساعدة المتبادلة الفنلندي السوفييتي الأخير بعض النفوذ في السياسة الداخلية الفنلندية. استغل الرئيس أورهو ككونن هذا الأمر على نطاق واسع ضد خصومه. حيث حافظ على احتكارا فعال للعلاقات السوفياتية من 1956 فصاعداً الأمر الذي كان حاسماً لشعبيته المستمرة. في السياسة، كان هناك اتجاه لتجنب أي سياسات أو تصريحات يمكن تفسيرها على أنها معادية للسوفيات. أطلقت الصحافة الألمانية اسم «الفنلدة» على تلك الظاهرة.
على الرغم من العلاقات الوثيقة مع الاتحاد السوفيتي، حافظت فنلندا على اقتصاد السوق الأوروبية. استفادت مختلف الصناعات من الامتيازات التجارية مع السوفيات، وهو ما يفسر التأييد الواسع للسياسات الموالية للاتحاد السوفياتي بين أصحاب المصالح التجارية في فنلندا. كان النمو الاقتصادي سريعاً جداً في فترة ما بعد الحرب، وبحلول عام 1975 كان الناتج المحلي الإجمالي الفنلندي الخامس عشر على العالم. في السبعينات والثمانينات أصبحت البلاد واحدة من أكبر دول الرفاهية على صعيد العالم. دخلت فنلندا أيضاً في مفاوضات مع المجموعة الاقتصادية الأوروبية (سلف الاتحاد الأوروبي) على معاهدة ألغت معظم الرسوم الجمركية تجاه السوق الأوروبية المشتركة بدءاً من عام 1977، على الرغم من أن فنلندا لم تنضم بشكل كامل. في عام 1981، أدى تراجع صحة الرئيس أورهو ككونن إلى تقاعده بعد أن شغل المنصب لمدة 25 عاماً.
أدت الحسابات الخاطئة بالقرارات المتعلقة بالاقتصاد الكلي والأزمة المصرفية وانهيار شريكها التجاري الرئيسي (الاتحاد السوفياتي) وانكماش اقتصادي عالمي سبب ركوداً عميقاً في فنلندا في أوائل التسعينات. بلغ الركود قاعه في عام 1993، وبعده شهدت فنلندا نمواً اقتصادياً مطرداً لأكثر من عشر سنوات

### التاريخ الحديث

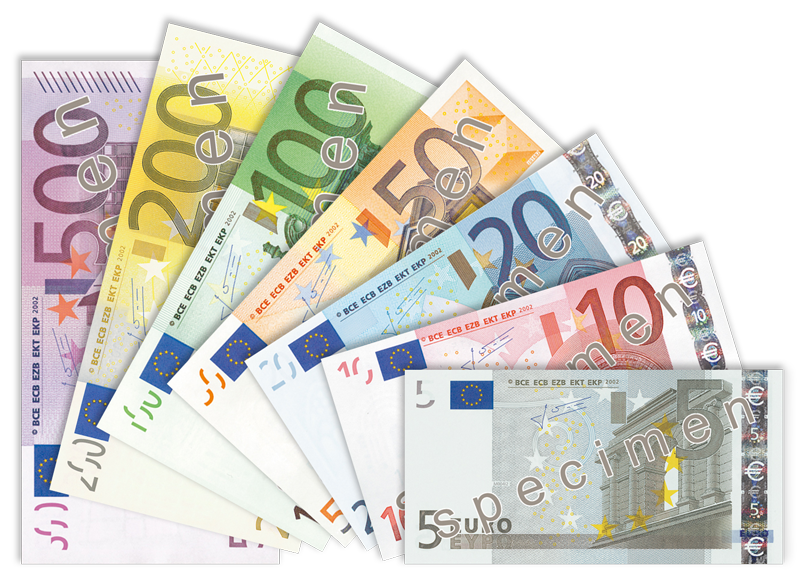
بدأت فنلندا استخدام اليورو منذ عام 2002.

مثل غيرها من بلدان الشمال الأوروبي، حررت فنلندا اقتصادها منذ أواخر الثمانينات. خففت التشريعات المالية وفي سوق المنتجات. كما تمت خصخصة بعض الشركات المملوكة للدولة وبعض التخفيضات الضريبية المتواضعة. انضمت فنلندا إلى الاتحاد الأوروبي في عام 1995، ومنطقة اليورو في 1999.
سكان فنلندا يشيخون مع معدل مواليد عند 10.42 ولادة لكل 1000 من السكان، أو معدل الخصوبة عند 1.8  ومتوسط أعمار 41.6 عام، وبذلك تكون فنلندا واحدة من أكبر البلدان سناً،  حيث يقدر أن نصف عدد الناخبين تجاوز 50 سنة. مثل معظم البلدان الأوروبية التي لا تمتلك المزيد من الإصلاحات أو نسبة عالية من الهجرة فإنه من المتوقع أن تعاني فنلندا من أزمة سكانية على الرغم من أن توقعات الاقتصاد الكلي صحية أكثر مما هو عليه في معظم البلدان المتقدمة الأخرى.
استعيض عن الماركا الفنلندية باليورو في 2002. وبمثابة تحضير لهذا التاريخ، تم سك قطع اليورو النقدية الجديدة منذ عام 1999 ولهذا يشاهد تاريخ السك 1999 عليها، بدلاً من 2002 مثل بعض البلدان الأخرى في منطقة اليورو. اختيرت ثلاثة تصاميم مختلفة (واحد لقطعة 2 € وآخر للـ 1 € وأخرى للقطع الست الأخرى) لليورو الفنلندي. في 2007، غيرت فنلندا الجانب المشترك على القطع النقدية من أجل اعتماد الخريطة الجديدة للاتحاد الأوروبي.

### القرن الواحد والعشرين

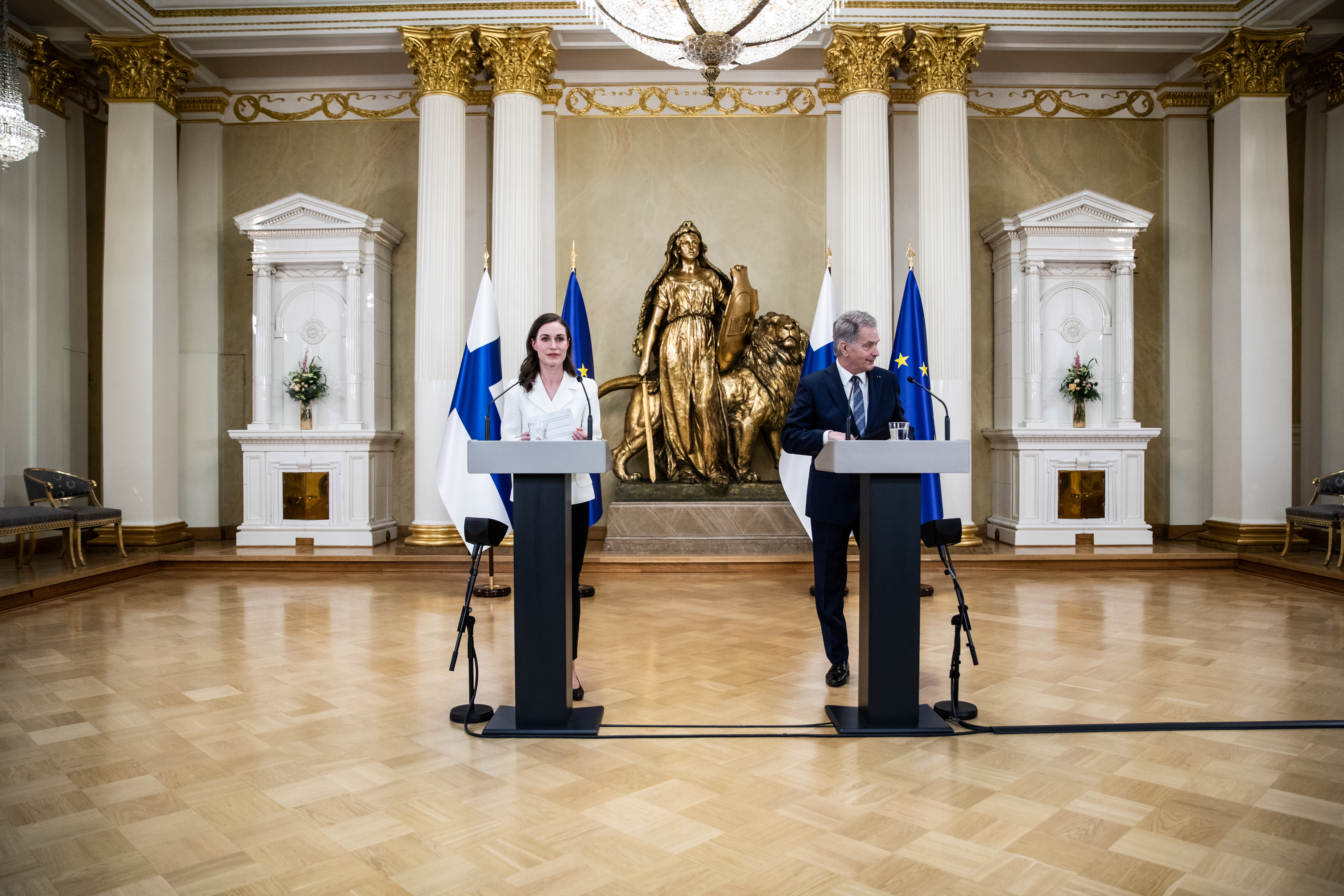
رئيسة الوزراء سانا مارين والرئيس ساولي نينيستو في المؤتمر الصحفي الذي أعلن فيه عن نية فنلندا التقدم بطلب الانضمام إلى حلف شمال الأطلسي في 15 مايو 2022

انتخبت تاريا هالونين في الانتخابات الرئاسية عام 2000 ، مما جعلها أول رئيسة لفنلندا. فاز سلفها الرئيس مارتي أهتيساري، بجائزة نوبل للسلام في عام 2008. أدت الأزمة المالية لعام 2008 إلى شلل صادرات فنلندا في عام 2008، مما أدى إلى ضعف النمو الاقتصادي طوال العقد. انتُخب ساولي نينيستو رئيسًا لفنلندا من عام 2012 حتى عام 2024، عندما تولى ألكسندر ستوب المنصب.

## الجغرافيا

خريطة تفصيلية لفنلندا

يوجد في فنلندا آلاف البحيرات والجزر — 187,888 بحيرة (أكبر من 500 م2/0.12 فدان) و 179,584 جزيرة. أكبر بحيراتها هي بحيرة سايما التي تعد رابع أكبر البحيرات في أوروبا. المشهد الفنلندي منبسط غالباً مع بعض التلال والقليل من الجبال. أعلى نقطة في البلاد هي هلتي عند 1,324 متر في أقصى شمال لابلاند على الحدود بين فنلندا والنرويج. أما أعلى جبل توجد قمته في فنلندا فهو ريدنيتسوكا بارتفاع 1,316 م ويقع بجوار هلتي.
تغطي الغابات 86 ٪ من مساحة البلاد،  وهي أكبر مساحة غابات في أوروبا. تتكون عادة من أشجار الصنوبر والتنوب والبتولا والصنوبر وغيرها. فنلندا هي أكبر منتج للخشب في أوروبا ومن بين الأكبر في العالم.
يغطي معظم المشهد الفنلندي (75% من مساحة الأرض) الغابات الصنوبرية مثل التايغا والفين مع القليل الأراضي الصالحة للزراعة. النوع الأكثر شيوعاً من الصخور هو الجرانيت. وهو جزء من المشهد في أنحاء البلاد حيث يشاهد عند غياب التربة. مخلفات الأنهار الجليدية هي النوع الأكثر شيوعاً من التربة، والتي تغطيها طبقة رقيقة من الدبال من أصل حيوي. يشاهد نمط بودزول في تطور التربة في معظم الغابات باستثناء المناطق التي ذات التصريف المائي الضعيف. يوجد القسم الأكبر من الجزر في الجنوب الغربي في بحر الأرخبيل وهو جزء من أرخبيل جزر أولند وعلى طول الساحل الجنوبي في خليج فنلندا.
فنلندا هي واحدة من البلدان القليلة في العالم التي لا تزال مساحتها تتسع. نظراً للتراجع الجليدي الذي يحصل منذ العصر الجليدي الأخير فإن مساحة البلاد تزداد بحوالي 7 كم2 سنوياً.
المسافة من أقصى الجنوب في هانكو إلى أعلى نقطة في شمال البلاد عند نوورغام هي 1160 كم (721 ميلاً).

### التنوع الحيوي

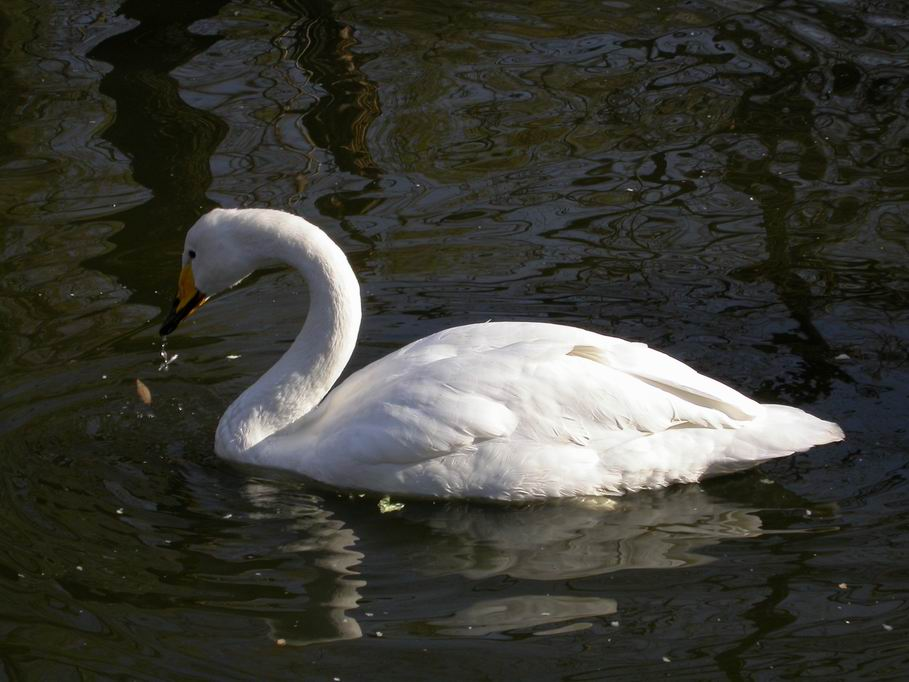
بجعة ووبر الطائر الوطني لفنلندا.

من ناحية التوزع النباتي فإن فنلندا تمتد على المنطقة القطبية الشمالية الأوروبية الوسطى والشمالية من المنطقة حول الشمالية داخل المملكة النباتية الشمالية. وفقاً للصندوق العالمي للطبيعة، يمكن تقسيم أراضي فنلندا إلى ثلاثة مناطق إيكولوجية: التايغا الإسكندنافية والروسية، والغابات السرماتية المختلطة وغابات البتولا الجبلية المراعي الإسكندنافية.
وبالمثل، تمتلك فنلندا مجموعة متنوعة وواسعة من الحيوانات. هناك ما لا يقل عن ستين نوعاً من الثدييات المتوطنة ونحو 248 نوعاً من الطيور وأكثر من سبعين نوعا من الأسماك والزواحف وأحد عشر من أنواع الضفادع والزواحف والتي هاجر معظمها من البلدان المجاورة عبر آلاف السنين. من الثدييات البرية واسعة الانتشار في فنلندا الدب البني (الحيوان الوطني) والذئب الرمادي والولفرين والأيل والرنة. أما من بين الطيور فثلاثة هي الأشد لفتاً للنظر وهي بجعة ووبر والبجعة الأوروبية الكبيرة والطائر الوطني الفنلندي الكابركايلي وهو طائر مكسو بالريش الأسود من أسرة الدجاج البري والنسر البومة الأوروبي. يعدّ هذا الأخير مؤشرا على اتصال نمو الغابات القديمة والتي تراجعت بسبب تجزئة المشهد الطبيعي. من الطيور الأكثر شيوعاً هي دخلة الصفصاف والحسون الظالم والجناح الأحمر. من بين الأنواع السبعين من أسماك المياه العذبة، البايك الشمالي والجثم وغيرها. لا يزال سلمون الأطلسي المفضل لدى هواة الصيد بالسنارة الطائرة.
من الحيوانات المهددة بالانقراض فقمة سايما الحلقية، وهي إحدى ثلاثة فقط من أنواع فقم البحيرات في العالم والتي يقتصر وجودها على نظام بحيرة سايما في جنوب شرق فنلندا وصولاً إلى 300 فقمة فقط اليوم. أصبحت هذه الفقمة شعار الرابطة الفنلندية للحفاظ على الطبيعة.

### المناخ

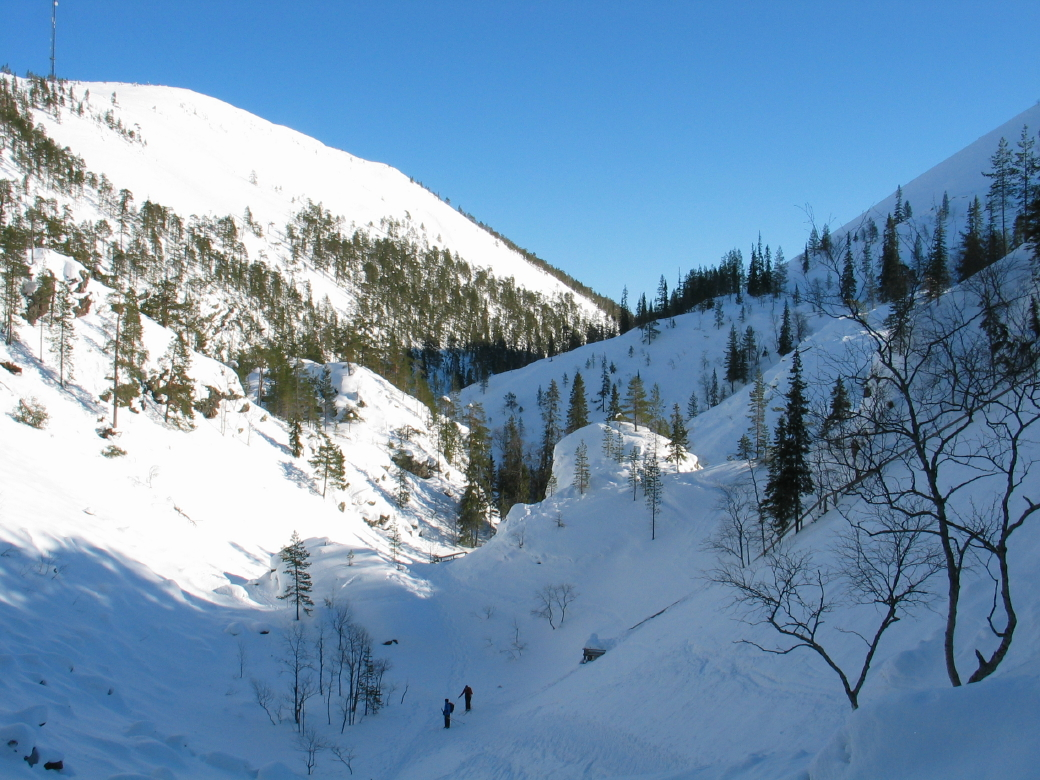
حديقة بيها لوستو الوطنية في لابلاند.

المناخ الفنلندي ملائم لزراعة الحبوب في المناطق الجنوبية دون الشمال.
المناخ في فنلندا قاري رطب شبه بارد يتميز بصيف حار وشتاء قارس. المناخ في جنوب فنلندا معتدل شمالي. الشتاء في جنوب فنلندا (متوسط درجة الحرارة خلال اليوم دون درجة التجمد) يدوم عادة لأربعة أشهر، كما يغطي الثلج المشهد من منتصف ديسمبر إلى أوائل أبريل. على الساحل الجنوبي، يمكن أن يذوب الثلج عدة مرات في أوائل الشتاء ليغطي الأرض مرة أخرى. أبرد أيام الشتاء في جنوب البلاد عادة ما تكون دون -20 درجة مئوية بينما تصل أحر أيام يوليو وأوائل أغسطس إلى أكثر من 30 درجة مئوية، رغم ندرة ذلك.

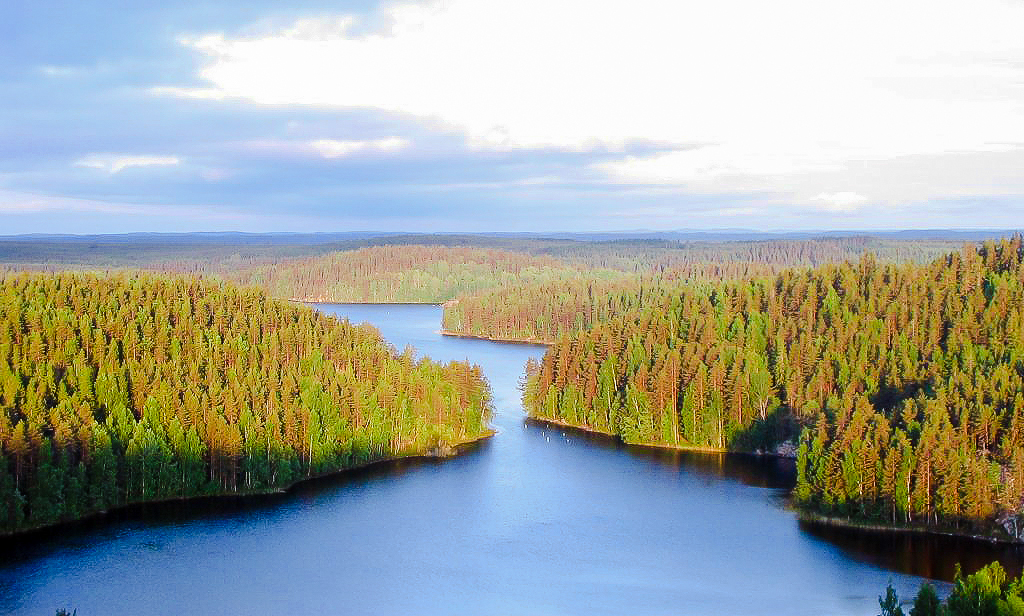
حديقة ريبوفيزي في جنوب شرق فنلندا.

يدوم الصيف في جنوب فنلندا 4 أشهر (من منتصف مايو حتى منتصف سبتمبر). في شمال فنلندا، وخاصة في لابلاند، يهيمن المناخ شبه القطبي الذي يتميز بالبرودة والتي تكون قارسة أحياناً في الشتاء وصيف قصير حار نسبياً. يدوم الشتاء في شمال فنلندا لما يقرب من 7 أشهر يغطي الثلج فيه الأرض قرابة ستة أشهر من أكتوبر إلى أوائل مايو. الصيف في الشمال قصير جداً يدوم فقط بين 2-3 أشهر.
أهم العوامل المؤثرة في مناخ فنلندا هو موقع البلاد الجغرافي بين دائرتي عرض 60 و 70 في المنطقة الساحلية الأوروآسيوية ذات المناخ المحيطي والقاري وفقاً لاتجاه تدفق الرياح. تقترب فنلندا بما فيه الكفاية من المحيط الأطلسي لكي تتعرض لتأثير تيار الخليج، وهو ما يفسر المناخ الدافئ غير المعتاد في دائرة العرض تلك.
تقع ربع الأراضي الفنلندية ضمن الدائرة القطبية الشمالية، حيث يمكن أن تسطع الشمس في منتصف الليل لعدة أيام كلما اتجه الشخص نحو الشمال. في أقصى شمال فنلندا، تسطع الشمس دوماً لمدة 73 يوماً متتالية خلال الصيف، وتغيب تماماً لمدة 51 يوماً خلال فصل الشتاء.

### التقسيمات الإدارية
تدعى الوحدات الأساسية للتقسيمات الإدارية لفنلندا بالبلديات، والتي قد تكون مدينة أو بلدة. تستهلك هذه البلديات نصف الإنفاق العام. يتم تمويل الإنفاق من قبل ضريبة الدخل البلدية ودعم الدولة والإيرادات الأخرى. هناك 336 بلدية  معظمها أقل من 6000 نسمة. غالباً ما يعرف سكان البلدية بعضهم البعض لقلة عدد سكانها.

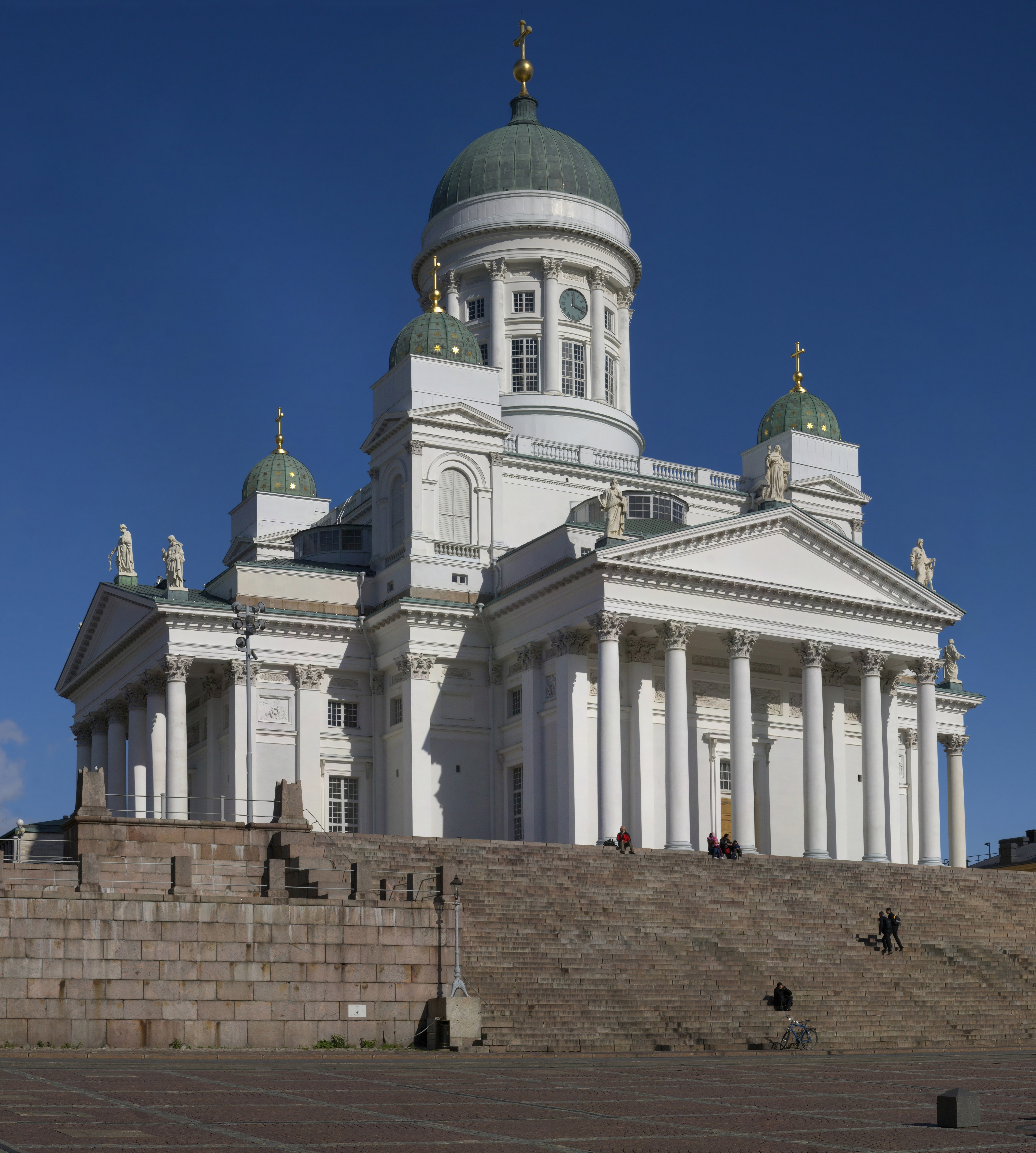
واحدة من أكثر المباني المعروفة في هلسنكي هو الكاتدرائية.

بالإضافة إلى البلديات، يوجد مستويان متوسطان من التقسيم الإداري. تختزل البلديات في أربعة وسبعين من المناطق الفرعية وعشرين منطقة رئيسية. تدار هذه التقسيمات من قبل البلديات المكونة لها وتمتلك سلطات محدودة فقط. تمتلك منطقة أولند مجلساً إقليمياً دائماً منتخباً كجزء من نظام الحكم الذاتي فيها. في منطقة كاينو هناك حالياً مشروع تجريبي مع انتخابات إقليمية. يمتلك شعب سامي حكماً شبه ذاتي في موطنهم الأصلي في منطقة في لابلاند بخصوص قضايا اللغة والثقافة.
في الجدول التالي، يضم تعداد السكان أولئك الذين يعيشون في كامل البلدية وليس فقط في المنطقة الحضرية. تعطى مساحة الأراضي بالكيلومتر المربع وكثافة السكان في كل كيلومتر مربع. هذه الأرقام اعتباراً من 31 أكتوبر 2010. تضم منطقة العاصمة هلسنكي وفانتا وإسبو وكاونياينن وتضم بمجموعها مليون شخص. مع ذلك، تقتصر الإدارة المشتركة على التعاون الطوعي بين جميع البلديات في منطقة هلسنكي الحضرية مثلاً.

خريطة بأقاليم وبلديات فنلندا (2009). الخطوط الرفيعة تشير للبديات والثخينة للأقاليم.

| هلسنكي    | 588,195 | 213.66   | 2,752.95 |
| إسبو      | 247,333 | 312.22   | 792.18   |
| تامبيري   | 213,143 | 525.03   | 405.96   |
| فانتا     | 199,897 | 238.38   | 838.56   |
| توركو     | 177,504 | 245.7    | 722.44   |
| أولو      | 141,284 | 1,410.19 | 100.19   |
| يوفاسكولا | 130,857 | 1,171.17 | 111.73   |
| لهتي      | 101,542 | 135.06   | 751.83   |
| كووبيو    | 93,333  | 1,124.02 | 83.03    |
| كوفولا    | 88,110  | 2,558.09 | 83.03    |
| بوري      | 83,045  | 833.99   | 99.58    |
| يوينسو    | 73,147  | 2,381.83 | 30.71    |
| لابينرنتا | 72,035  | 1,433.54 | 50.25    |
| هامينلينا | 66,790  | 1,785.83 | 37.4     |
| روفانييمي | 60,038  | 7,582.41 | 7.92     |

| 1  | إقليم لابي        | 59.756  |
| 2  | بوهيانما الشمالية | 139.881 |
| 3  | كاينو             | 38.166  |
| 4  | كاريليا الشمالية  | 72.701  |
| 5  | سافو الشمالية     | 92.533  |
| 6  | سافو الجنوبية     | 48.788  |
| 7  | بوهيانما الجنوبية | 57.485  |
| 8  | بوهيانما          | 58.981  |
| 9  | بيركانما          | 31.624  |
| 10 | ساتاكونتا         | 39.704  |
| 11 | بوهيانما الوسطى   | 46.186  |
| 12 | فنلندا الوسطى     | 129.437 |
| 13 | فارسينايس سوومي   | 176.184 |
| 14 | كاريليا الجنوبية  | 71.720  |
| 15 | بايات هامي        | 101.178 |
| 16 | كانتا هامي        | 28.666  |
| 17 | أوسيما            | 29.213  |
| 18 | أوسيما الشرقية    | 48.821  |
| 19 | كومنلاكسو         | 54.855  |
| 20 | أولاند            | 26,000  |

## السياسة والحكومة

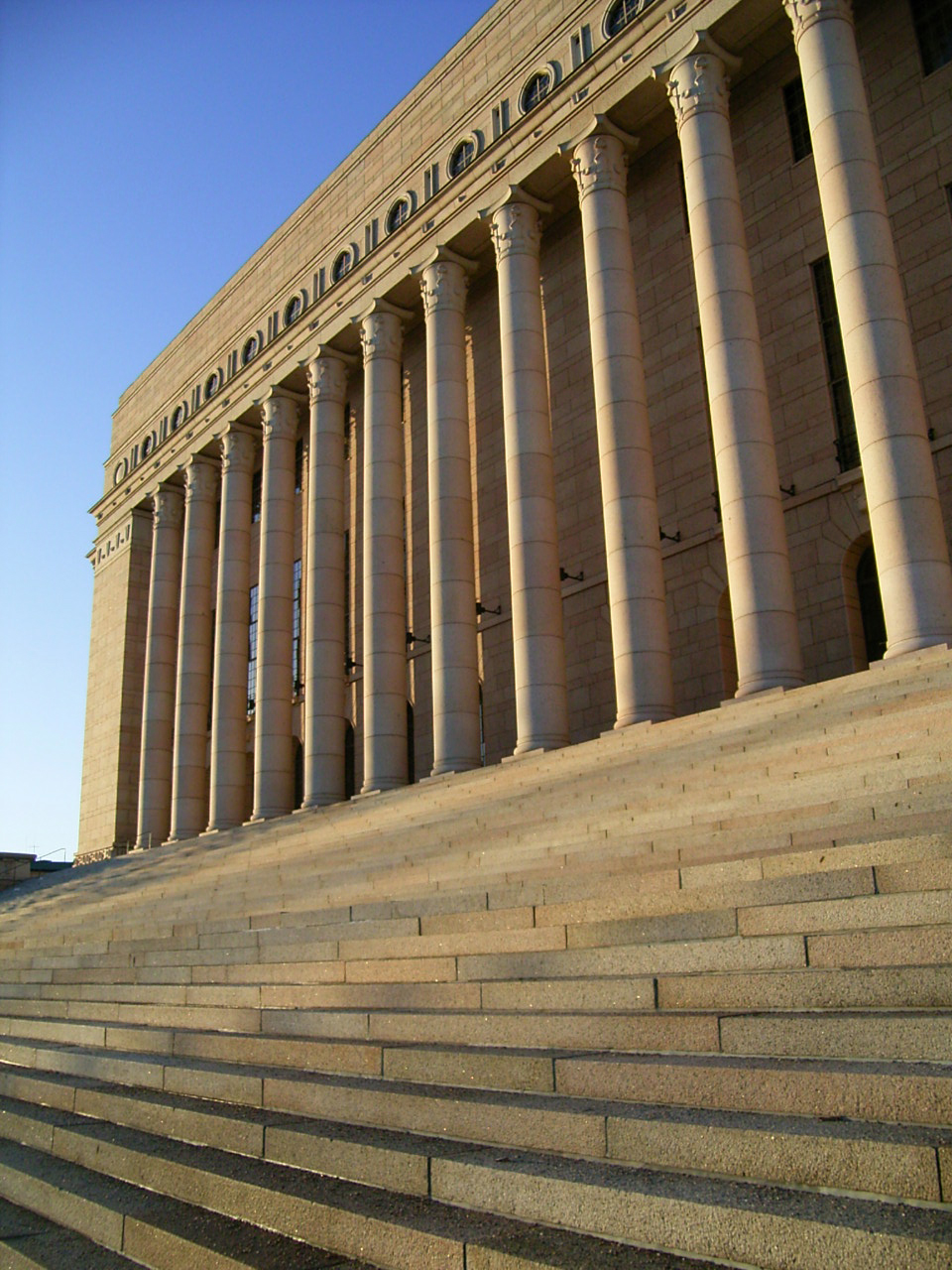
إدوسكونتاتالو، المبنى الرئيسي للبرلمان الفنلندي في هلسنكي.

يحدد الدستور الفنلندي النظام السياسي. تعرف فنلندا بأنها ديمقراطية تمثيلية بنظام برلماني نصف رئاسي، لكنه حالياً أقرب الرئاسة غير التنفيذية ذات المهام التشريفية فقط. بصرف النظر عن السياسة على مستوى الدولة، فإن المقيمين يستخدمون أصواتهم في الانتخابات البلدية وانتخابات الاتحاد الأوروبي.
وفقا للدستور، رئيس فنلندا هو رأس الدولة والمسؤول عن السياسة الخارجية (و يستثنى منه شؤون الاتحاد الأوروبي) وذلك بالتعاون مع مجلس الوزراء. القوى الأخرى التي تقع بيد الرئيس تشمل القائد العام للقوات المسلحة وإصدار المراسيم والتعيين. يجري انتخاب الرئيس بتصويت مباشر لولاية تدوم ست سنوات وبحد أقصى من ولايتين متتاليتين. الرئيس الحالي هو ساولي نينيستو (حزب الائتلاف الوطني الفنلندي).
يمارس البرلمان ذو الغرفة الواحدة والمكون من 200 عضو السلطة التشريعية العليا في فنلندا. يجوز للبرلمان أن يغير القوانين والدستور، وطلب استقالة مجلس الدولة وتجاوز حق النقض الرئاسي كما لا تخضع أعماله للمراجعة القضائية. تستمع لجان البرلمان إلى العديد من الخبراء وتعد التشريعات. يستخدم التصويت النسبي في دوائر متعددة المقاعد لانتخاب البرلمان لمدة أربع سنوات. رئيس البرلمان حالياً آنو فيهفيلاينين ‏ (حزب الوسط الفنلندي). يمتلك مجلس الوزراء (مجلس الدولة الفنلندي) معظم الصلاحيات التنفيذية. يرأسه رئيس وزراء فنلندا ويضم وزراء آخرين والمستشار العدلي. يعود تشكيل الوزارة إلى الأغلبية البرلمانية ويمكن استخدامه تصويت بحجب الثقة لتعديلها. رئيس الوزراء الحالي هي سانا مارين (الحزب الاشتراكي الديمقراطي الفنلندي).
منذ بدء الاقتراع العام في عام 1906، سيطر على البرلمان حزب الوسط (الاتحاد الزراعي السابق) وحزب الائتلاف الوطني والحزب الاشتراكي الديمقراطي والتي تحظى بدعم متساوي تقريباً وتمثل 65-80% من الناخبين. بعد 1944، كان الشيوعيون عاملاً للأخذ بالحسبان لعقود قليلة. تتنوع مواطن القوة النسبية للأحزاب قليلاً في الانتخابات، لأن الانتخابات نسبية من مناطق متعددة الأعضاء، لكن هناك بعض النزعات الجلية ذات المدى الطويل. تجرى انتخابات منفصلة في منطقة أولند ذاتية الحكم حيث كان حزب ليبراليون لأولند أكبر حزب في انتخابات 2007.
- بعد الانتخابات البرلمانية الفنلندية 2015  [لغات أخرى]‏، توزعت مقاعد البرلمان بين 8 أحزاب كالتالي:[74]

| الحزب                      | المقاعد | الخسارة الصافية/الربح | % للمقاعد | % للأصوات |
| -------------------------- | ------- | --------------------- | --------- | --------- |
| حزب الوسط                  | 49      | +14                   | 24.5      | 21.1      |
| الفنلنديون الحقيقيون       | 38      | –1 ▼                  | 19.0      | 17.7      |
| حزب الائتلاف الوطني        | 37      | –7 ▼                  | 18.5      | 18.2      |
| الحزب الاشتراكي الديمقراطي | 34      | –8 ▼                  | 17.0      | 16.5      |
| الرابطة الخضراء            | 15      | +5                    | 7.5       | 8.5       |
| تحالف اليسار               | 12      | –2 ▼                  | 6.0       | 7.1       |
| حزب الشعب السويدي          | 9       | 0                     | 4.5       | 4.9       |
| الديمقراطيون المسيحيون     | 5       | –1 ▼                  | 2.5       | 3.5       |
| أخرى                       | 1*      | 0                     | 0.5       | 0.6       |
| * ممثلون عن جزر أولاند.    |         |                       |           |           |

### القانون

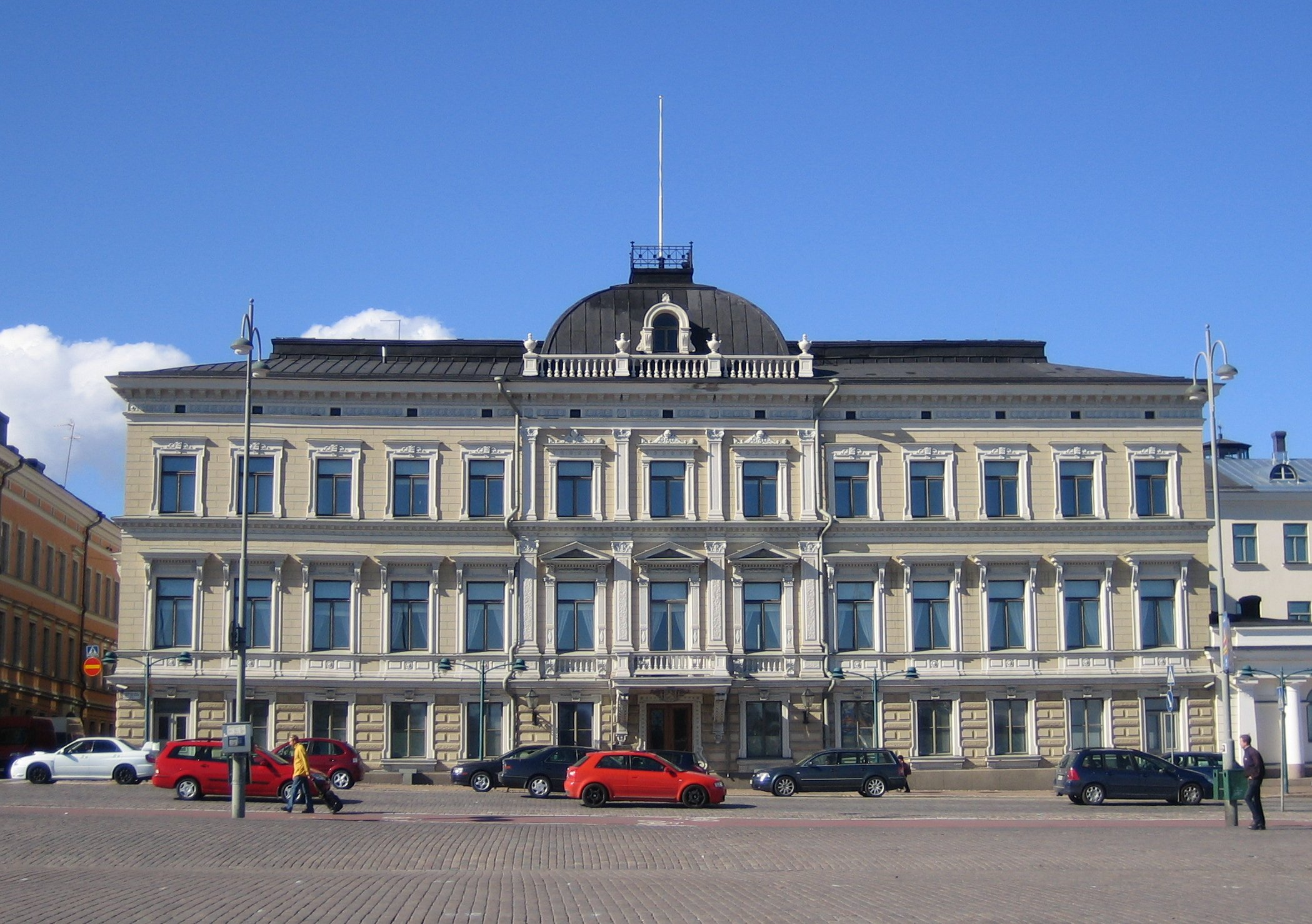
المحكمة العليا الفنلندية.

النظام القضائي في فنلندا هو نظام قانون مدني ينقسم بين محاكم ذات ولاية قضائية عادية مدنية وجنائية ومحاكم إدارية مختصة في التقاضي بين الأفراد والإدارة العامة. يستند القانون الفنلندي إلى القانون السويدي وبشكل أوسع على القانون المدني أو القانون الروماني. يتألف النظام القضائي للمحاكم المدنية والجنائية من المحاكم المحلية ومحاكم الاستئناف الإقليمية والمحكمة العليا. يتألف الفرع الإدارية العدلي من محاكم إدارية والمحكمة الإدارية العليا. بالإضافة إلى المحاكم العادية، هناك بعض المحاكم الخاصة في فروع معينة من الإدارة. توجد أيضاً المحكمة العليا للمساءلة القانونية لتوجيه اتهامات جنائية ضد بعض المناصب رفيعة المستوى.
يثق حوالي 92% من السكان في المؤسسات الأمنية الفنلندية. كما أن معدل الجريمة بشكل عام في فنلندا غير مرتفع في إطار الاتحاد الأوروبي. بعض أنواع الجريمة هي أعلى من المتوسط، حيث تمتلك أعلى معدل جرائم قتل في أوروبا الغربية. تشيع الجريمة بين الفئات الأقل تعليماً والتي كثيرًا ما يرتكبها أشخاص في حالة سكر. كما يطبق نظام غرامة يومي على مخالفات مثل السرعة.
كافحت فنلندا بنجاح ضد الفساد الذي تفشى في السبعينات والثمانينات. على سبيل المثال، قدمت الإصلاحات الاقتصادية وعضوية الاتحاد الأوروبي شروطاً أكثر صرامة للمزايدة المفتوحة وألغت العديد من الاحتكارات العامة. يوجد في البلاد اليوم عدد قليل جداً من تهم الفساد، وتصنف الشفافية الدولية فنلندا باعتبارها واحدة من الدول الأقل فساداً. أيضاً، السجلات العامة الفنلندية هي من بين الأكثر شفافية في العالم.

### العلاقات الخارجية
وفقا لأحدث دستور عام 2000، فإن الرئيس (حالياً ساولي نينيستو) يقود السياسة الخارجية بالتعاون مع الحكومة (رئيس الوزراء الحالي سانا مارين ووزير الخارجية بيكا هافيستو)، إلا أن الحكومة تدير شؤون الاتحاد الأوروبي.
في 2008، مُنح الرئيس مارتي أهتيسآري جائزة نوبل للسلام. تعدّ فنلندا نموذجاً للدولة التعاونية. لا تعارض فنلندا مقترحات سياسة الدفاع المشترك في إطار الاتحاد الأوروبي. انعكس هذا الأمر في بدايات القرن الحادي والعشرين عندما دفعت تاريا هالونين وإركي توميويا بالسياسة الرسمية الفنلندية إلى مقاومة خطط الأعضاء الآخرين في الاتحاد الأوروبي في مجال الدفاع المشترك.

### الضمان الاجتماعي
امتلكت فنلندا في أواخر الثمانينات واحداً من أكثر نظم الرعاية الاجتماعية شمولاً في العالم، حيث يضمن ظروفاً معيشية لائقة لجميع الفنلنديين. منذ ذلك الحين ونظام الضمان الاجتماعي آخذ في التراجع ولكنه لا يزال أحد أكثرها شمولاً في العالم. تأسست قوانين الضمان الاجتماعي كلها تقريباً خلال العقود الثلاثة الأولى بعد الحرب العالمية الثانية، كامتداد للاعتقاد الشمالي التقليدي بأن الدولة لا تعادي رفاه مواطنيها بطبيعتها، ولكن يمكن أن تتدخل بإحسان نيابة عنهم. وفقا لبعض المؤرخين الاجتماعيين، يعود أساس هذا الاعتقاد إلى التاريخ الحميد نسبياً الذي سمح بظهور تدريجي لطبقة حرة ومستقلة من الفلاحين في بلدان الشمال الأوروبي وقلص من هيمنة النبلاء وأضعف بالتالي من ظهور جناح يميني قوي. كان التاريخ الفنلندي أقسى من تاريخ بلدان الشمال الأوروبي الأخرى، ولكنه لم يكن من القسوة بحيث يمنع البلاد من اللحاق بالتنمية الاجتماعية.

### القوات المسلحة

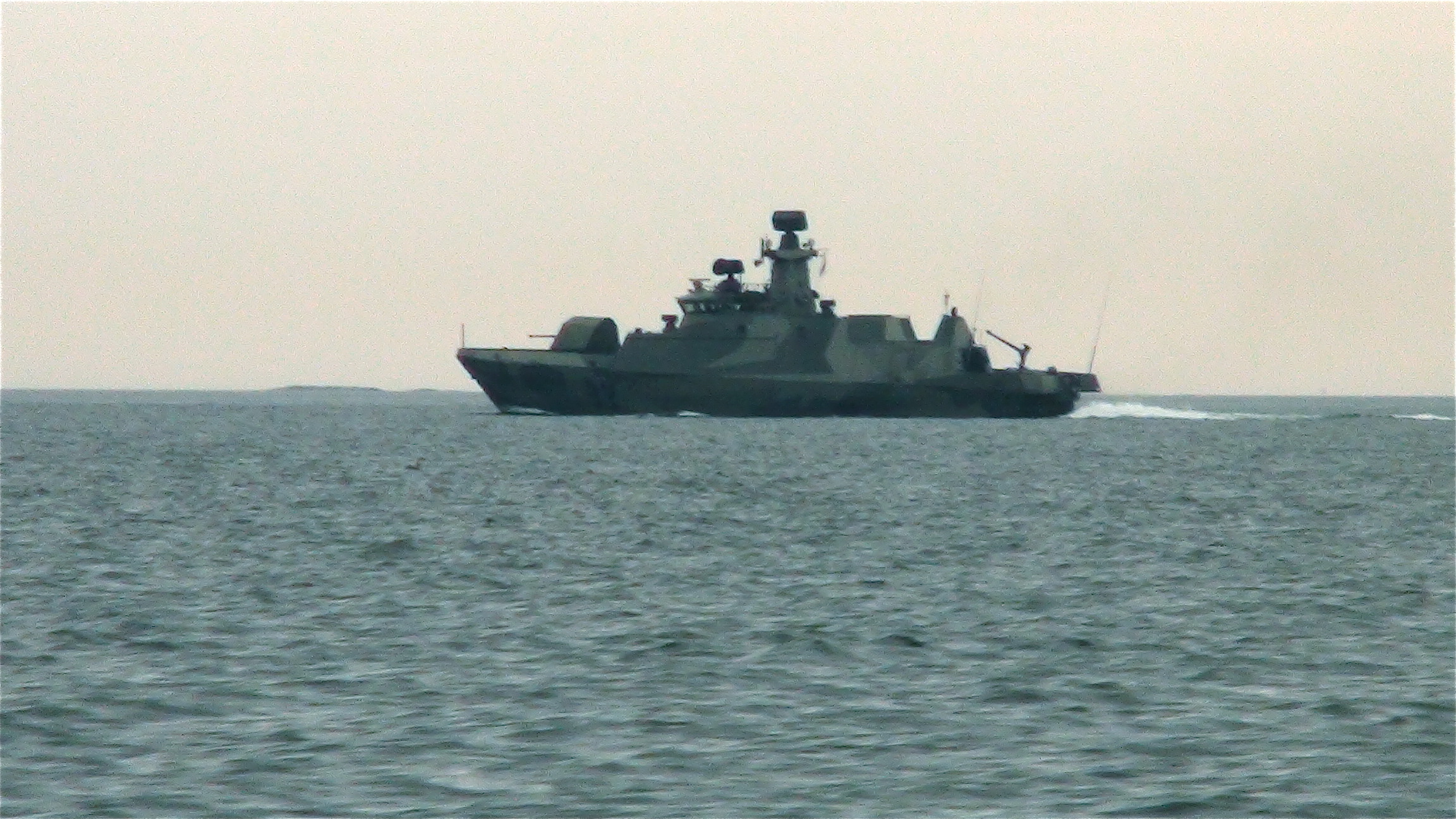
سفينة هانكو القتالية من طراز هامينا تابعة للبحرية الفنلندية.

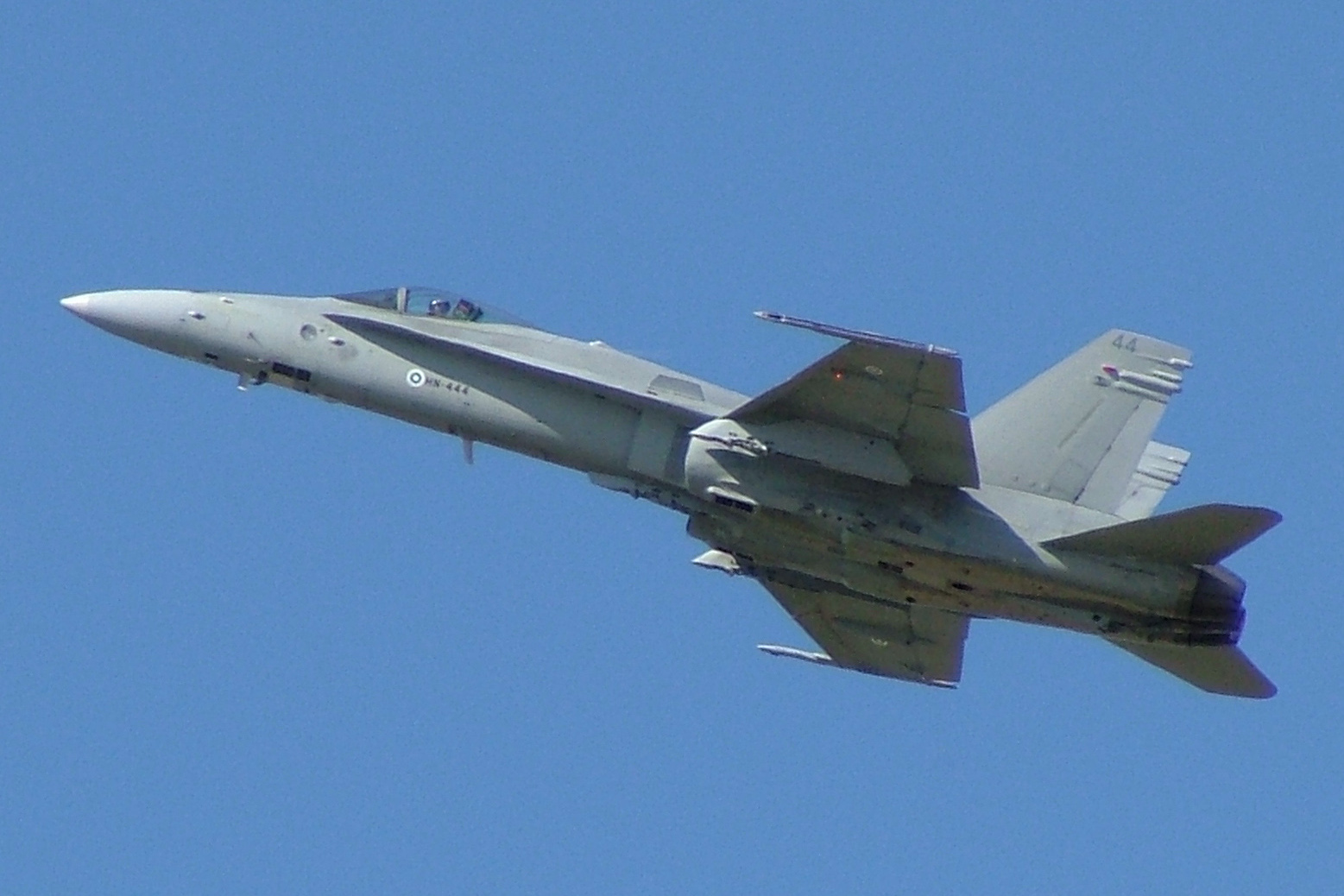
طائرة إف 18 صنعت في فنلندا تابعة للقوات الجوية.

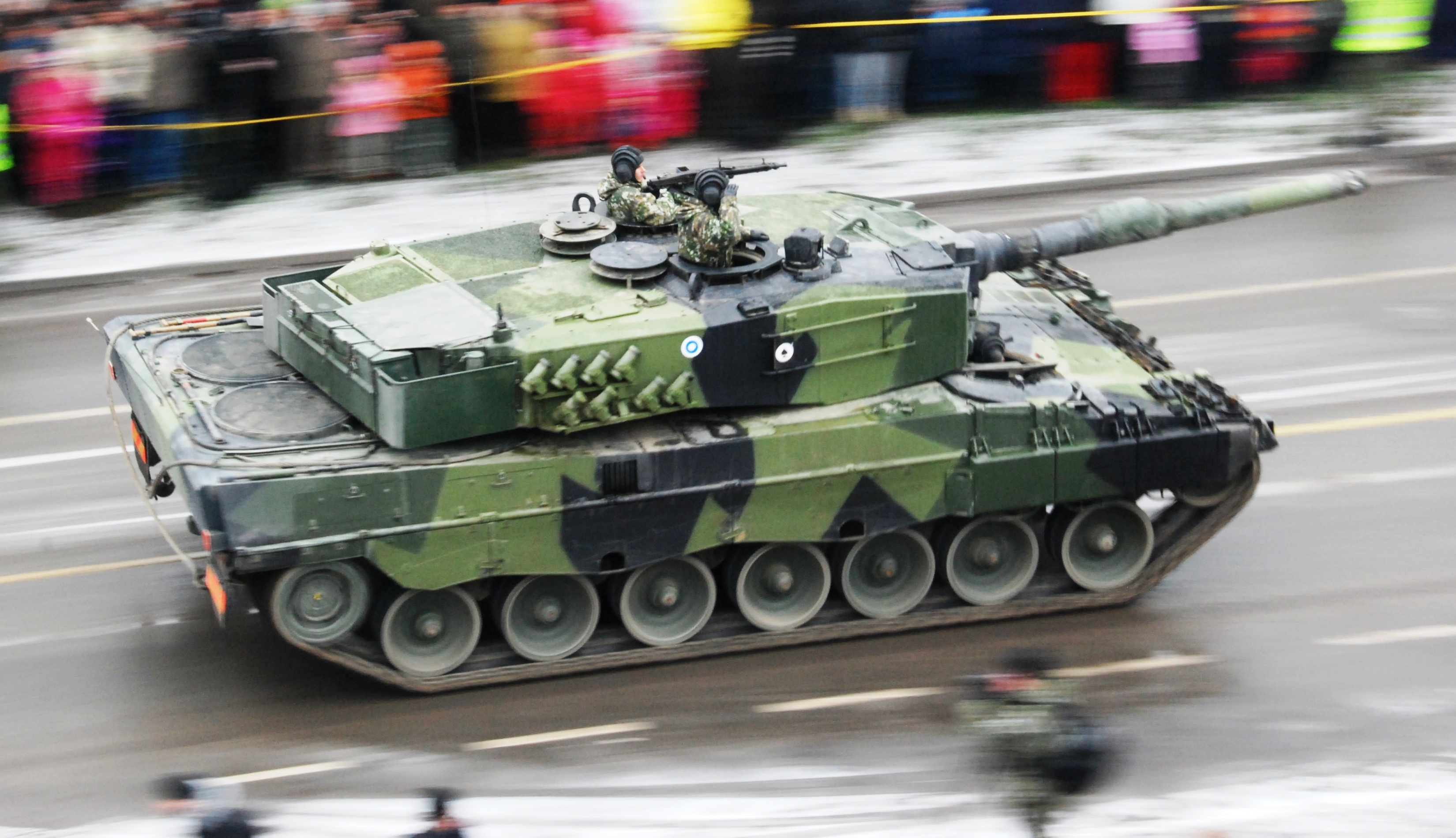
دبابة ليوبارد 2 ايه 4 تابعة للجيش الفنلندي في مسير احتفالي بيوم الاستقلال.

تتكون قوات الدفاع الفنلندية من كادر من الجنود المحترفين (خاصة ضباط وكوادر الفنية) ومجندين وقوة احتياطية كبيرة. تبلغ قوة الجاهزية القياسية 34,700 شخصاً يرتدون الزي العسكري، منهم 25% من الجنود المحترفين. التجنيد الإلزامي للذكور يلزم جميع المواطنين من الذكور الفنلنديين فوق سن 18 سنة بالخدمة لمدة 6 إلى 12 شهراً من الخدمة المسلحة أو 12 شهراً من الخدمة المدنية (غير المسلحة).
يمكن أيضاً التطوع في الخدمة البديلة غير العسكرية والخدمة التطوعية للنساء (يتطوع نحو 500 سنوياً). فنلندا هي الدولة الوحيدة في الاتحاد الأوروبي والتي ليست عضواً في الناتو وتمتلك حدوداً مع روسيا. تنص السياسة الرسمية لفنلندا أن 350,000 من جنود الاحتياط مسلحين بالأسلحة الأساسية يشكلون رادعاً كافياً.
تفضل قوات الدفاع الفنلندية شراكات مع المؤسسات الغربية مثل منظمة حلف شمال الأطلسي واتحاد أوروبا الغربية والاتحاد الأوروبي، لكنها تحرص على الابتعاد عن السياسة. تبلغ ميزانية الدفاع الفنلندية حوالي 2 مليار يورو أو 1.4-1.6% من الناتج المحلي الإجمالي. يصنف الإنفاق العسكري الفنلندي على الدفاع سادساً في الاتحاد الأوروبي. تحظى الخدمة التطوعية خارج البلاد بشعبية حيث تخدم القوات الفنلندية في جميع أنحاء العالم عبر بعثات حفظ الأمن التابعة للأمم المتحدة والناتو والاتحاد الأوروبي. يظهر حوالي 80% من السكان الاستعداد للدفاع عن الوطن، وهو أحد أعلى المعدلات في أوروبا. تتبع قوات الدفاع الفنلندية لقيادة رئيس هيئة الدفاع والذي يتبع مباشرة لرئيس الجمهورية في المسائل المتصلة بالقيادة العسكرية. فروع القوات المسلحة هي الجيش الفنلندي والبحرية الفنلندية والقوات الجوية الفنلندية. يخضع حرس الحدود لإشراف وزارة الداخلية ولكن يمكن إدراجه في قوات الدفاع عند الحاجة للجاهزية الدفاعية.

## الاقتصاد

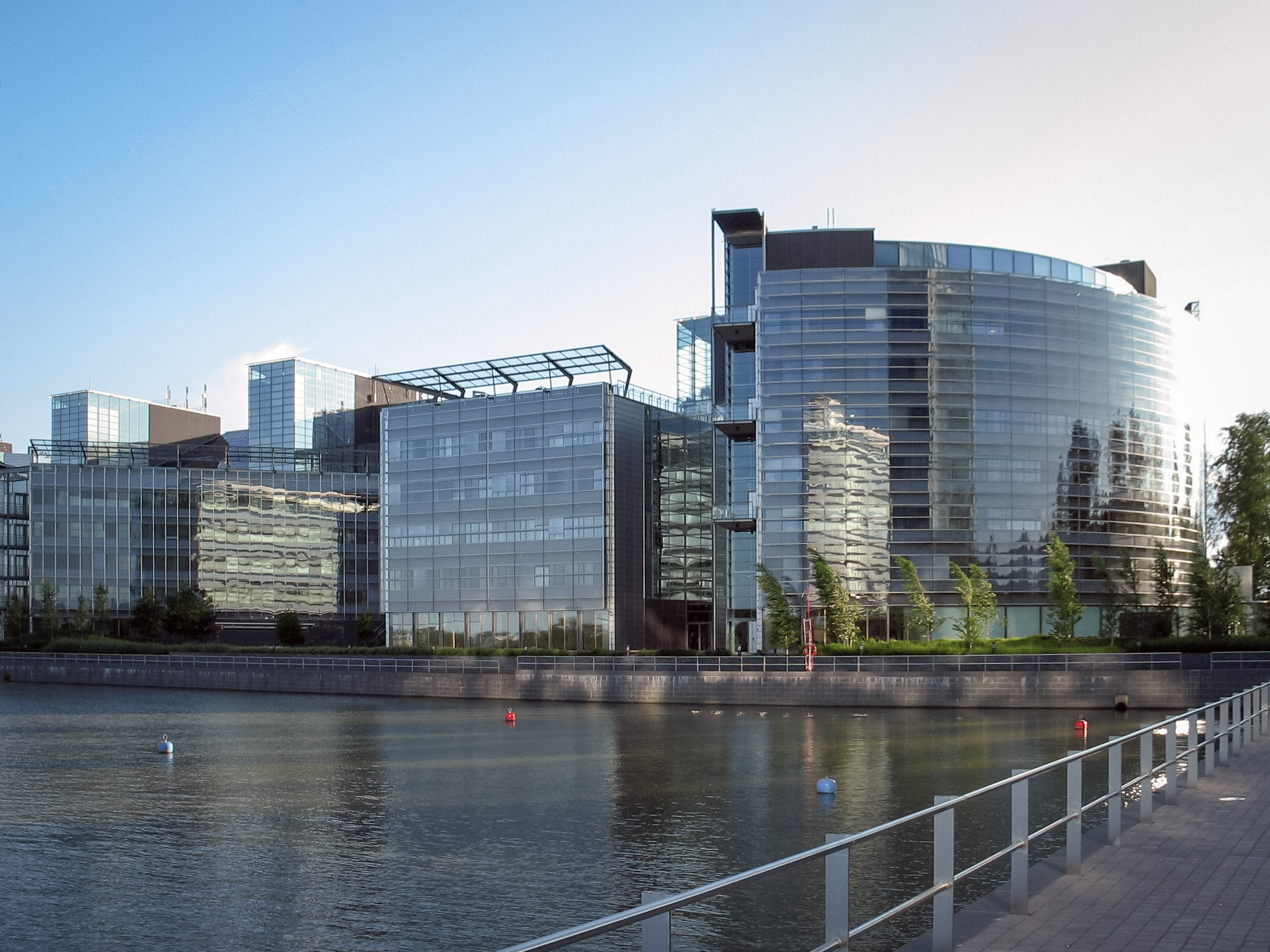
مقر شركة نوكيا أكبر شركات فنلندا.

تمتلك فنلندا اقتصاداً صناعياً مختلطاً حيث نصيب الفرد من الناتج الإجمالي مساو لنظرائه في الاقتصادات الأوروبية الأخرى مثل فرنسا وألمانيا وبلجيكا أو بريطانيا. يعد قطاع الخدمات أكبر قطاعات الاقتصاد بنسبة 65.7 ٪، تليها الصناعات التحويلية والتكرير بنسبة 31.4 ٪ والإنتاج الأولي بنسبة 2.9 ٪. فيما يتعلق بالتجارة الخارجية فيشكل التصنيع القطاع الاقتصادي الرئيسي. أكبر الصناعات  هي الإلكترونيات (21.6 ٪) والآلات والمركبات وغيرها من المنتجات المعدنية ذات الاستخدام الهندسي (21.1 ٪) وصناعة الغابات (13.1 ٪) والمواد الكيميائية (10.9 ٪).
يوجد في فنلندا الأخشاب والعديد من مناجم المعادن وموارد المياه العذبة. تعد قطاعات الحراجة ومصانع الورق والقطاع الزراعي (الذي ينفق عليه دافعو الضرائب نحو 3 مليارات يورو سنوياً) حساسة من الناحية السياسية لسكان الريف. تنتج منطقة هلسنكي الكبرى نحو ثلث الناتج المحلي الإجمالي. في مقارنة لمنظمة التعاون والتنمية الاقتصادية لعام 2004، كان قطاع تصنيع التكنولوجيا العالية في فنلندا في المرتبة الثانية بعد أيرلندا. تحتل الخدمات التي تعتمد على كثافة المعلومات أيضاً المرتبة الثانية بعد أيرلندا. عموماً التوقعات قصيرة الأجل جيدة ونمو الناتج المحلي الإجمالي سبق كثيراً من أقرانه في الاتحاد الأوروبي.

نمو النتاج المحلي الإجمالي الحقيقي 1998–2009.

تندمج فنلندا بدرجة عالية في الاقتصاد العالمي، وتشكل التجارة الدولية ثلث الناتج المحلي الإجمالي. كما تشكل التجارة مع الاتحاد الأوروبي 60 ٪ من إجمالي التجارة. أكبر الشركاء التجاريين هم ألمانيا وروسيا والسويد والمملكة المتحدة والولايات المتحدة وهولندا والصين. تدار السياسة التجارية عبر الاتحاد الأوروبي حيث تعد فنلندا تقليدياً من بين مؤيدي التجارة الحرة إلا لأغراض الزراعة. كما أن فنلندا هي البلد الوحيد من الشمال الأوروبي التي انضمت إلى منطقة اليورو.
يجعل مناخ فنلندا وتربتها من زراعة المحاصيل تحدياً خاصاً. تقع البلاد بين دائرتي عرض 60 و 70 شمالاً كما أن قسوة الشتاء تلعب دوراً بالإضافة إلى مواسم النمو القصيرة نسبياً والتي قد تتخللها أحياناً موجات من الصقيع. مع ذلك يقوم تيار الخليج وتيار شمال الأطلسي بتعديل المناخ، وبذلك تمتلك فنلندا نصف الأراضي الصالحة للزراعة شمال دائرة العرض 60. عادة ما يكون هطول الأمطار السنوي كافياً، لكنه يحدث على وجه الحصر تقريباً خلال شهور الشتاء، مما يجعل من الجفاف في الصيف تهديداً مستمراً. بسبب طبيعة مناخ البلاد يعتمد المزارعون على أصناف من المحاصيل سريعة النضج ومقاومة للصقيع، كما قاموا بزراعة المنحدرات التي تواجه الجنوب فضلاً عن المنخفضات لضمان الإنتاج حتى في السنوات التي يتخلل صيفها الصقيع. كانت معظم الأراضي الزراعية في الأصل غابات أو مستنقعات، حيث تحتاج التربة للمعالجة بالجير وسنوات من الزراعة لتحييد الحموضة الزائدة وتطوير الخصوبة. لم تكن هناك حاجة للري عموماً، لكن كان من الضروري تأمين شبكات لتصريف الفائض من المياه. الزراعة في فنلندا ذات كفاءة وإنتاجية، على الأقل بالمقارنة مع الزراعة في البلدان الأوروبية الأخرى.

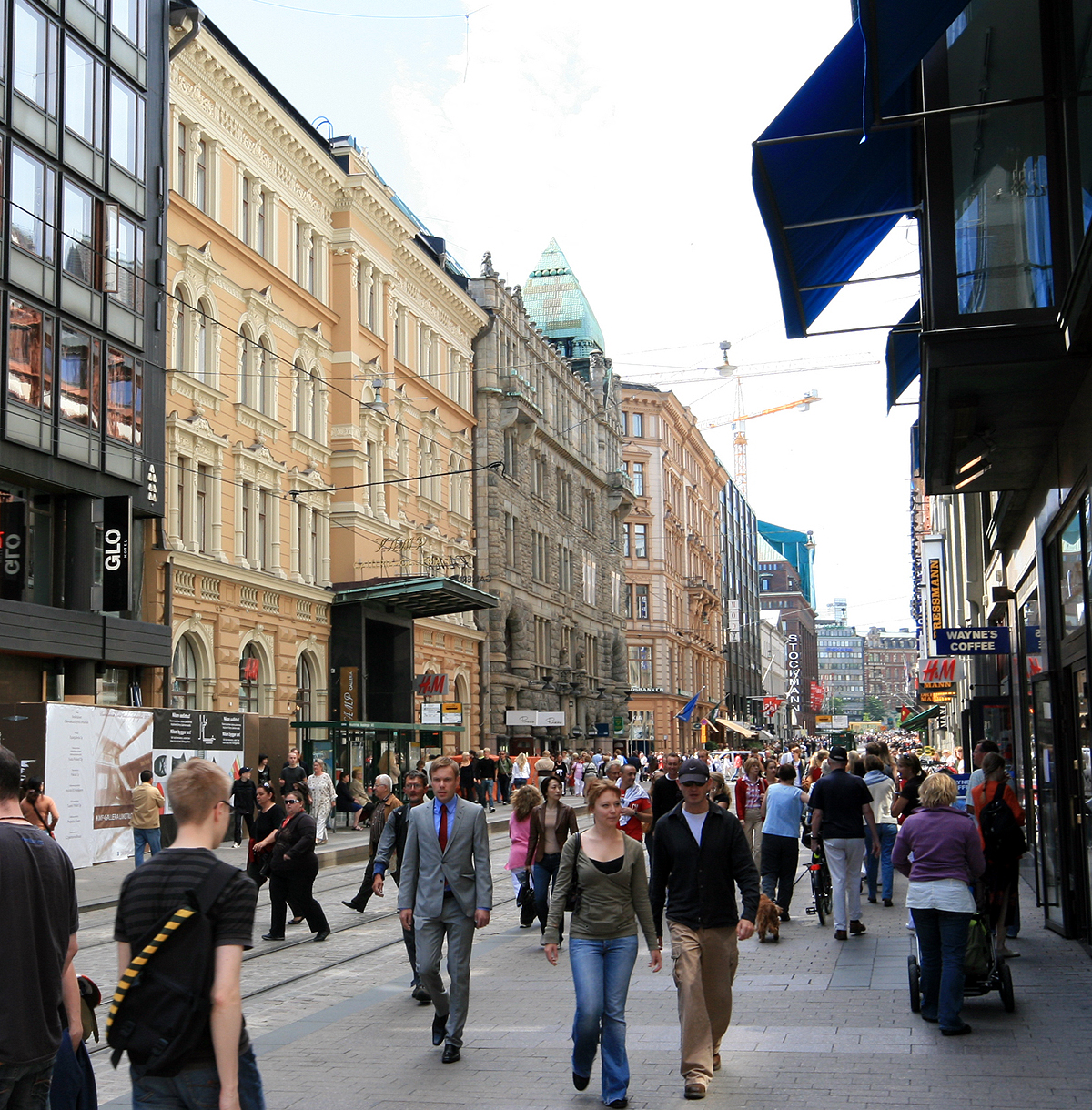
شارع ألكسانترينكاتو التجاري.

تلعب الغابات دوراً رئيسياً في اقتصاد البلاد، مما يجعلها إحدى رواد منتجي الأخشاب في العالم حيث توفر المواد الخام للصناعات التي تعتمد على الأخشاب بأسعار تنافسية. كما هو الحال في الزراعة، لعبت الحكومة دوراً طليعياً منذ فترة طويلة في مجال الغابات، وتنظيم قطع الأشجار، ورعاية التحسينات التقنية، ووضع خطط بعيدة الأمد لضمان استمرار إنتاج الأخشاب في غابات البلاد. للحفاظ على التميز النسبي لفنلندا في مجال منتجات الغابات، تحرص السلطات الفنلندية على زيادة الإنتاج وصولاً للحدود الايكولوجية. في عام 1984 نشرت الحكومة خطة الغابات 2000 والتي وضعتها وزارة الزراعة والغابات. تهدف الخطة تهدف إلى زيادة محاصيل الغابات بنحو 3 في المئة سنوياً، مع الحفاظ على الغابات لأغراض الترفيه وغيرها من الاستخدامات.
يوظف القطاع الخاص نحو 1.8 مليون شخص ثلثهم تقريباً حاصل على التعليم الجامعي. بلغت تكلفة موظف القطاع الخاص في الساعة 25.1 يورو في 2004. أما في عام 2008 فكان متوسط مستويات الدخل والقوة الشرائية المعدلة مماثلاً لتلك في إيطاليا وألمانيا والسويد وفرنسا. في عام 2006، وظفت الشركات دون 250 موظف 62 ٪ من القوة العاملة ومثلت نحو 49 ٪ من حجم الأعمال الكلي وامتكلت أقوى معدل للنمو. وصل معدل عمالة الإناث مستويات مرتفعة، بينما الفصل بين الجنسين في المهن التي يسيطر عليها الرجال والمهن التي تهيمن عليها الإناث أعلى منه في الولايات المتحدة. كانت نسبة العاملين بدوام جزئي إحدى أدنى المعدلات في منظمة التعاون والتنمية في عام 1999.
بلغ معدل العمالة 68 ٪ ومعدل البطالة 6.8٪ في أوائل عام 2008. كان نحو 18 ٪ من السكان خارج سوق العمل في سن ال 50 بينما كان العاملون في سن ال 61 أقل من الثلث. تعد المعاشات التقاعدية غير الممولة وغيرها من الوعود مثل التأمين الصحي اهتماماً وعالة تهيمن على الخطط المستقبلية على الرغم من أن فنلندا أفضل استعداداً بكثير من دول مثل فرنسا أو ألمانيا. تراجع الدين العام إلى حوالي 32 ٪ من الناتج المحلي الإجمالي في عام 2007. بينما كان متوسط معدلات التوفير في عام 2007 للأسر نحو -3.8 وبلغت ديونها 101 ٪ من الدخل السنوي القابل للإنفاق، وهو مستوى نموذجي في أوروبا. كما كانت ملكية المنازل بمعدل 60 ٪.

فنلندا عضو في الوحدة النقدية ومنطقة اليورو والسوق الأوروبية المشتركة ومنطقة الشنغن.

احتلت فنلندا المركز السادس في مؤشر الابتكار العالمي عام 2023، ما يجعلها سادس دولة في العالم في مجال الابتكار. وقد عادت إلى هذا المركز بعد أن تراجعت إلى المركز السابع عام 2020، لكنها ما لبثت أن تراجعت للمركز السابع في مؤشر عام 2024.

اعتبارا من عام 2006، أقامت في فنلندا نحو 2.4 مليون أسرة. يبلغ متوسط حجم الأسر 2.1 شخص حيث تتكون 40 ٪ من الأسر من شخص واحد و 32 ٪ من شخصين و 28 ٪ من ثلاثة أشخاص أو أكثر. يبلغ مجموع المباني السكنية 1.2 مليوناً ومتوسط المساحة السكنية للفرد الواحد نحو 38 م2. تبلغ تكلفة الملكية السكنية من دون الأرض نحو 1,187 يورو لكل متر مربع و 8.6 يورو لكل متر مربع من الأراضي السكنية. تمتلك 74 ٪ من الأسر سيارة. وهناك 2.5 مليون سيارة في البلاد ونحو 0.4 مليون مركبة أخرى.
يمتلك حوالي 92 ٪ هاتفاً محمولاً و 85٪ اتصالاً بالإنترنت في المنزل في عام 2009. كان متوسط استهلاك الأسر المعيشي نحو 20,000 €، يصرف نحو 5,500 يورو منها على المسكن و 3,000 يورو على النقل ونحو 2,500 يورو على المواد الغذائية والمشروبات باستثناء الكحولية منها ونحو 2,000 يورو على الترفيه والثقافة. يبلغ وسطي استهلاك القوة الشرائية المعدلة للأسر تقريباً نفس مستوى ألمانيا والسويد وإيطاليا. ووفقاً ل«استثمر في فنلندا»، نما الاستهلاك الخاص بنسبة 3 ٪ في عام 2006 وشملت الاتجاهات الاستهلاكية السلع المعمرة والمنتجات عالية الجودة، والإنفاق على الرفاه.

### العلم والتعليم

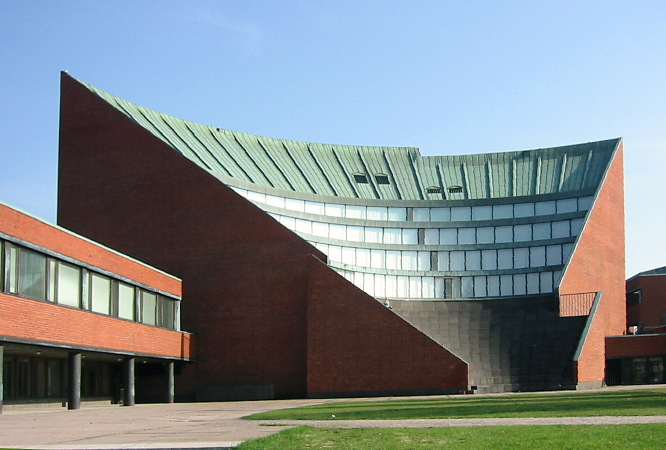
قاعة في المبنى الرئيسي لجامعة آلتو والتي تقع في مدينة إسبو، وهو من تصميم ألفار آلتو.

يجري تنظيم أغلب التعليم ما قبل الجامعي على مستوى البلديات. تشكل نسبة الطلاب المسجلين في المدارس الخاصة حالياً (معظمها في هلسنكي) نحو 3% من تعداد الطلاب رغم أن الكثير أو معظم المدارس بدأت كمدارس خاصة وهو أقل بكثير مما هو الحال عليه في السويد ومعظم الدول المتقدمة الأخرى. التعليم ما قبل المدرسي نادر مقارنة مع بلدان الاتحاد الأوروبي الأخرى. عادة ما يبدأ التعليم الرسمي في سن السابعة. تدوم المدرسة الابتدائية عادة نحو 6 سنوات، وتتلوها المدرسة المتوسطة لثلاث سنوات، وتدار معظم المدارس من قبل مسؤولي البلديات.
يقرر كل من وزارة التعليم ومجلس التعليم المناهج المرنة. التعليم إلزامي لمن تتراوح أعمارهم بين 7 و 16 عاماً. بعد المدرسة المتوسطة قد يدخل الخريجون سوق العمل مباشرة أو ينضمون للمدارس الثانوية أو المدارس المهنية. تعد المدارس المهنية الطلاب لمهن معينة. تتطلب المدارس الثانوية ذات التوجه الأكاديمي متطلبات أعلى للتسجيل وبالأخص للإعداد للأبيتور (امتحان التأهيل الجامعي) والتعليم العالي. يؤهل التخرج من أي منها رسمياً للتعليم العالي.
في التعليم العالي، يوجد قطاعان شبه منفصلان هما المعاهد ذات المنحى المهني وتلك ذات التوجه البحثي. التعليم مجاني كما تمول الحكومة جزءاً كبيراً من مصاريف المعيشة خلال الدراسة من خلال فوائد للطلاب. هناك 20 جامعة و 30 معهدا تطبيقيا في البلاد. تصنف جامعة هلسنكي 108 في تصنيف الجامعات بداية 2009. بينما يصنف المنتدى الاقتصادي العالمي التعليم العالي في فنلندا في المرتبة الأولى عالمياً. يحوز حوالي 33% من السكان على درجة التعليم العالي كغيرها من دول الشمال وهو أكثر مما هو الحال عليه في معظم دول منظمة التعاون والتنمية ما عدا كندا (44%) والولايات المتحدة (38%) واليابان (37%). تبلغ نسبة الطلاب الأجانب نحو 3% من مجموع الملتحقين بالتعليم العالي وهو أحد أدنى المعدلات في منظمة التعاون والتنمية، بينما تبلغ النسبة في البرامج المتقدمة 7,3% والتي تعد أيضاً أقل من متوسط منظمة التعاون والتنمية عند 16,5%.
أكثر من 30% من خريجي التعليم العالي هم في مجالات ذات صلة بالعلوم. يعد الباحثون الفنلنديون في طليعة المساهمين في مجالات مثل تحسين الغابات والمواد الجديدة والبيئة والشبكات العصبية وفيزياء الحرارة المنخفضة وأبحاث الدماغ والتكنولوجيا الحيوية والتكنولوجيا الجينية والاتصالات.
تمتلك فنلندا تقليداً طويلاً من تعليم الكبار حيث أنه بحلول الثمانينات من القرن الماضي حصل ما يقرب من مليون فنلندي على نوع من التعليم في كل عام. قام نحو 40% منهم بذلك لأسباب مهنية. ينعكس تعليم البالغين في عدد من النماذج، مثل المدارس الثانوية المسائية والمعاهد المدنية والعمالية ومراكز الدراسات ومراكز التدريب المهني والمدارس الثانوية الشعبية. تسمح مراكز الدراسة للمجموعات بمتابعة خطط دراسية من صنع أيديهم، مع مساعدة تقدمها الدولة في مجال التعليم ومن الناحية المالية. المدارس الثانوية الشعبية هي مؤسسة شمالية جلية. نشأت في الدنمارك في القرن التاسع عشر وأصبحت المدارس الثانوية الشعبية مشتركة في جميع أنحاء المنطقة. يمكن للبالغين من جميع الأعمار البقاء لعدة أسابيع، ودراسة مقررات في مواضيع تتراوح بين الحرف اليدوية إلى الاقتصاد.
تمتلك فنلندا إنتاجية عالية في مجال البحث العلمي. في عام 2005، حلت فنلندا في المرتبة الرابعة من حيث نصيب الفرد من المنشورات العلمية في دول منظمة التعاون والتنمية الاقتصادية. في عام 2007، سجلت 1801 براءة اختراع في فنلندا.

### الطاقة

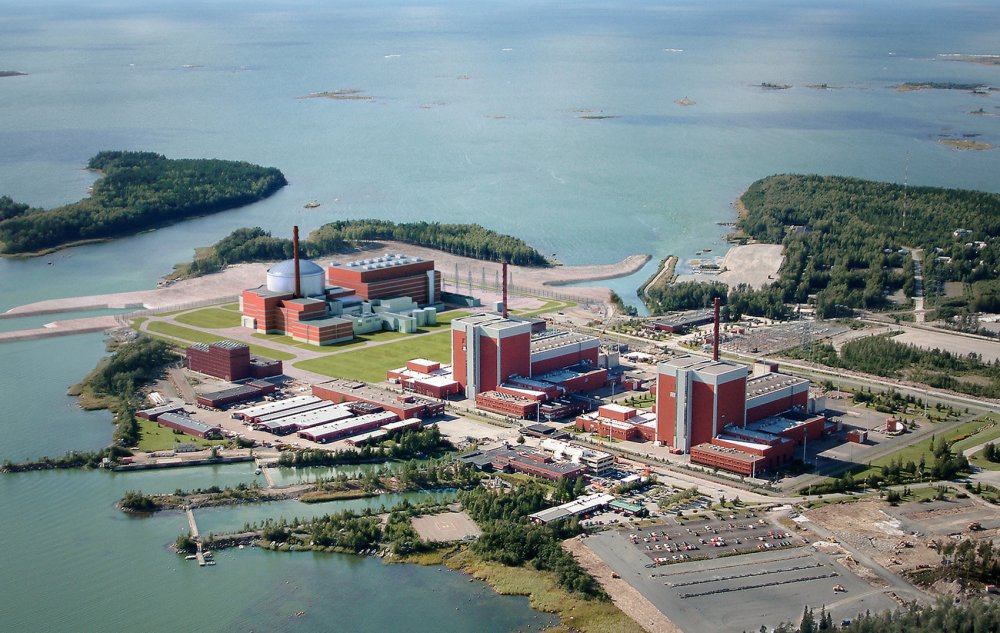
محطة ألكيلوتو للطاقة النووية مع وحدتين قائمتين. في أقصى اليسار تصور للوحدة الثالثة، والذي سيصبح بمجمله خامس مفاعل للطاقة النووية في البلاد حين اكتماله عام 2013.

يمكن لأي كان الدخول في أسواق الطاقة الشمالية التي تتمتع بدرجة كبيرة من الاستقلالية والمتداولة في مؤشر ناسداك وبورصة الحوض الشمالي، والتي توفر أسعاراً تنافسية مقارنة مع بلدان الاتحاد الأوروبي الأخرى. اعتبارا من عام 2007، تمتلك فنلندا تقريباً أدنى تعرفة للكهرباء الصناعية بين دول الاتحاد الأوروبي (مساوية لفرنسا).
في عام 2006، كان سوق الطاقة حوالي 90 ساعة تيراواط بينما تتطلب الذروة حوالي 15 جيجاوات في فصل الشتاء. هذا يعني أن استهلاك الفرد من الطاقة يقع عند 7,2 طن نفطي مكافئ سنوياً. تستهلك الصناعة والإعمار 51 ٪ من مجموع الاستهلاك، وهو رقم مرتفع نسبياً مما يعكس حجم الصناعة في فنلندا. مصادر فنلندا من الموارد الهيدروكربونية محدودة بالخث والخشب. ينتج 10-15 ٪ من الكهرباء بواسطة الطاقة المائية،  والتي تعد أقل مقارنة بالسويد أو النرويج. شكلت الطاقة المتجددة (الطاقة الكهرومائية وأشكال مختلفة من طاقة الأخشاب) 30.5% مقارنة بوسطي الاتحاد الأوروبي عند 10.3% في تقارير استهلاك الطاقة النهائية عام 2008.
توجد في فنلندا أربعة مفاعلات نووية مملوكة للقطاع الخاص تنتج 18 ٪ من الطاقة في البلاد،  أحد مفاعلات البحوث يقع في الحرم الجامعي في أوتانييمي، بينما من المقرر تشغيل المفاعل الخامس الذي أنشأته أريفا سيمنز - الذي يعد الأكبر في العالم عند 1600 ميغاواط ومركزاً للصناعة النووية في أوروبا — بحلول عام 2013. كما يجري استيراد كمية متفاوتة (5-17 ٪) من الكهرباء من روسيا (بخط طاقة سعته حوالي 3 جيجاوات) والسويد والنرويج.
دخلت فنلندا في مفاوضات حول شروط اتفاقية كيوتو والانبعاثات في الاتحاد الأوروبي. يمكن أن يتسبب ذلك في زيادة في أسعار الطاقة يضخمها سعة الطاقة الإنتاجية المتراجعة والتي ستحال إلى التقاعد قريباً. شركات الطاقة على وشك زيادة في إنتاج الطاقة النووية حيث سمح البرلمان الفنلندي في يوليو 2010 بمنح تصاريح لمفاعلين إضافيين.

### النقل

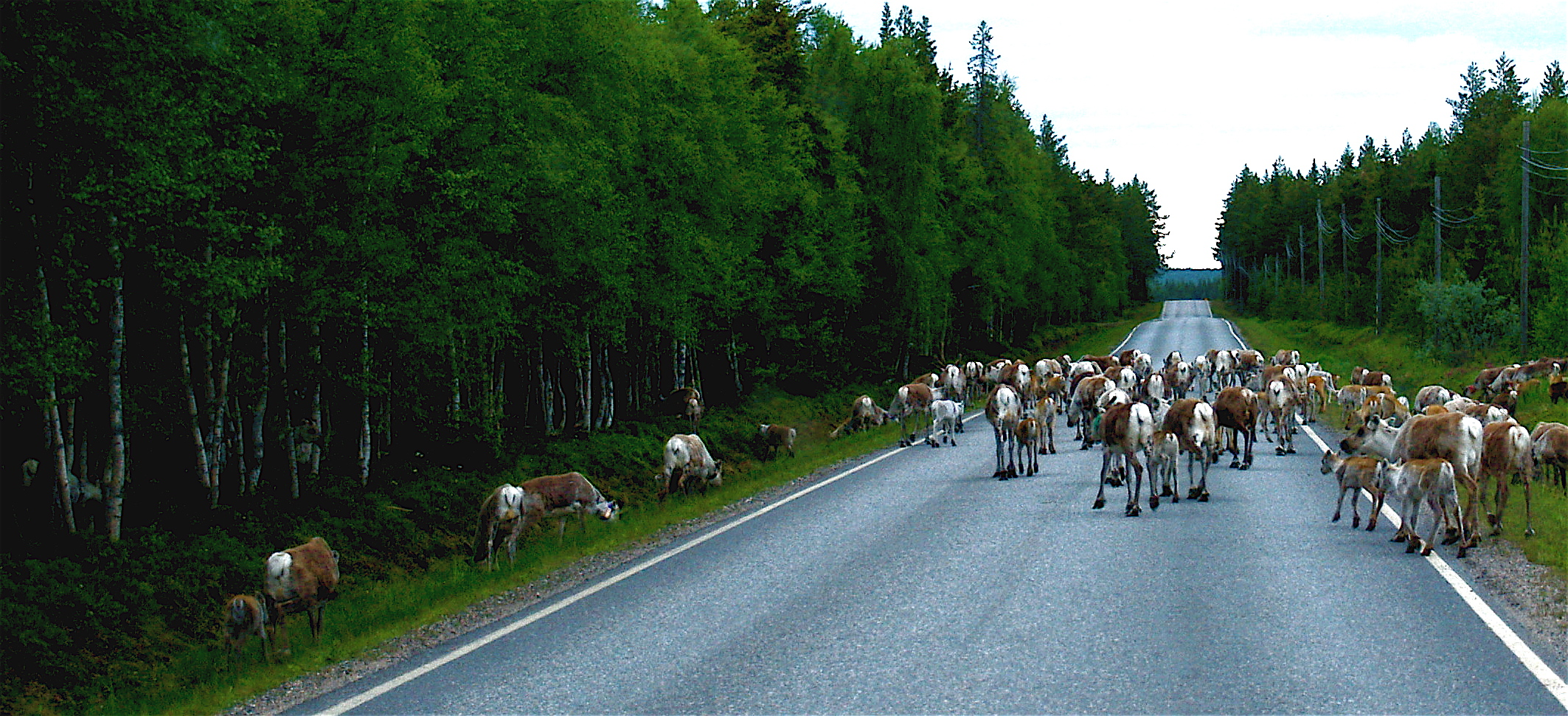
تتسبب الحيوانات البرية مثل الموظ والرنة آلاف الحوادث المرورية سنوياً في البلاد.

يستخدم نظام الطرق الواسعة في البلاد كل من حركة نقل الركاب والشحن الداخلي. تبلغ نفقات شبكة الطرق نحو مليار يورو سنوياً وتمولها الضرائب على السيارات والوقود التي تصل إلى نحو 1.5 مليار يورو.

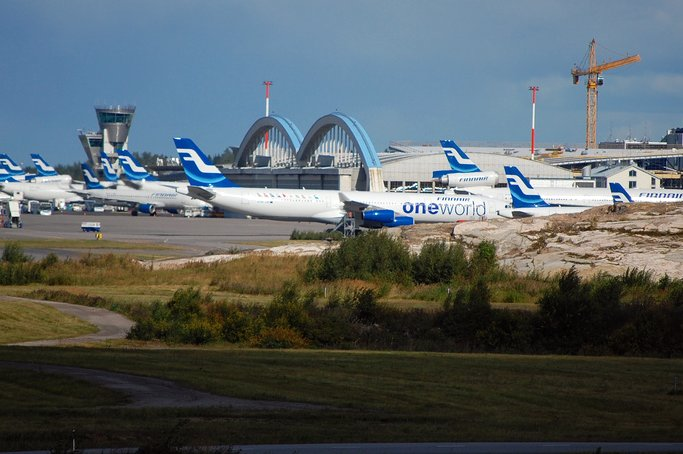
مطار هلسنكي فانتا الأكبر والأكثر حركة في فنلندا.

أهم مداخل البلاد الدولية هو مطار هلسنكي فانتا مع أكثر من 13 مليون مسافر في 2008. يحل مطار أولو ثانياً بينما يوجد حوالي 25 مطاراً ذات رحلات مجدولة. تسوق شركات الطيران الفنلندية فين أير وبلو ون وفينكوم والتي مقرها مطار هلسنكي فانتا خدماتها محلياً ودولياً. تتمتع هلسنكي بموقع مثالي يصل خطوط رحلات عديدة بين غرب أوروبا والشرق الأقصى.
على الرغم من كثافتها السكانية المنخفضة تنفق الحكومة سنوياً حوالي 350 مليون يورو للحفاظ على 5865 كم (3644 ميل) من خطوط السكك الحديدية. تدير السكك الحديدية في البلاد مجموعة في آر المملوكة للدولة والتي تملك نحو 5 ٪ من حصة سوق الركاب (منها 80 ٪ رحلات في منطقة هلسنكي الحضرية الكبرى) و 25 ٪ من حصة سوق البضائع. توجد في هلسنكي شبكة سكك حديدية في منطقتها الحضرية.

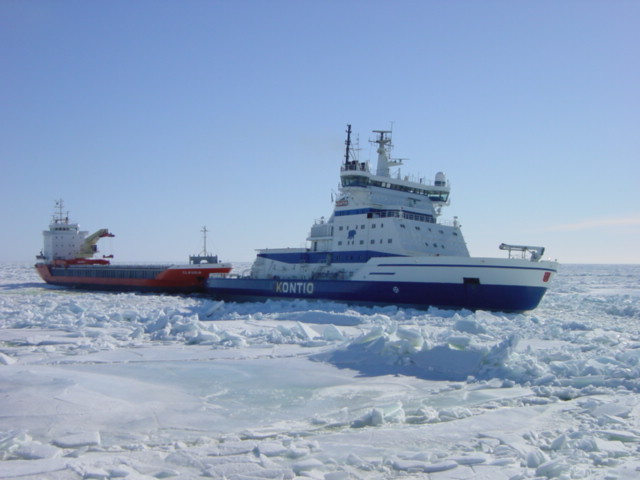
تؤمن كاسحات الجليد طرق الشحن البحرية خلال الشتاء القارس.

تعبر غالبية البضائع الدولية عبر الموانئ، حيث أن أجرة الموانئ اللوجستية منخفضة. يعد مرفأ فوساري في هلسنكي أكبر ميناء حاويات بعد الانتهاء منه في عام 2008، كما توجد موانئ أخرى مثل كوتكا وهامينا وهانكو وبوري وراوما وأولو. توجد حركة نقل ركاب بين هلسنكي وتوركو والتي تصل بعد ذلك بتالين وماريهامن وستوكهولم بعبارات. كما يعد خط هلسنكي تالين أحد أكثر طرق نقل الركاب البحرية عملاً ويخدم أيضاً كخط مرحيات بين البلدين.

### الصناعة
تطورت فنلندا إلى حد كبير منذ عام 1945 عندما كانت دولة زراعية في المقام الأول حيث أنشأت شركات كبرى في مجال الاتصالات مثل نوكيا والإلكترونيات وآلات الأشعة السينية مثل بلانميكا والأدوات العملية وصهر المعادن والحراجة والمقاييس وأنظمة قياس المناخ مثل فايسالا والبناء مثل بويري. تعد أهلستروم من الرائدين عالمياً في صناعة الورق والمواد غير المحبوكة. صناعة بناء السفن ذات أهمية في الاقتصاد الفنلندي حيث تبنى أكبر السفن السياحية في أحواض بناء السفن الفنلندية.

### السياسة العامة
يحاكي السياسيون الفنلنديون النظام الشمالي عموماً. يتصف هذا النموذج بالتجارة الحرة والترحيب النسبي بالمهاجرين المهرة لأكثر من قرن، على الرغم من أن الهجرة إلى فنلندا حديثة العهد. ينخفض مستوى حماية تجارة السلع الأساسية ما عدا المنتجات الزراعية.
تتمتع فنلندا بمستويات أعلى من الحرية الاقتصادية في العديد من المجالات، بالرغم من وجود عبء الضرائب الثقيلة وسوق العمل غير المرنة. تحتل فنلندا المرتبة 16 (التاسعة في أوروبا) في مؤشر الحرية الاقتصادية لعام 2008. في حين أن قطاع الصناعة التحويلية في ازدهار، تشير منظمة التعاون والتنمية الاقتصادية إلى أن قطاع الخدمات سوف يستفيد جداً من تطوير السياسات.
يشير التقرير الدولي السنوي للمعهد الدولي للتطوير الإداري لعام 2007 أن فنلندا في المرتبة 17 من حيث القدرة على المنافسة. بينما وضع مؤشر المنتدى الاقتصادي العالمي لعام 2008 فنلندا في المرتبة السادسة الأكثر قدرة على المنافسة. في كلا المؤشرين كان أداء فنلندا بجانب ألمانيا وأعلى بكثير من معظم البلدان الأوروبية. في مؤشر تنافسية الأعمال حلت في المرتبة الثالثة عالمياً في 2007-2008.
يعزو العديد من الاقتصاديين النمو إلى الإصلاحات في أسواق المنتجات. وفقاً لمنظمة التعاون والتنمية، توجد فقط أربعة من دول الاتحاد الأوروبي الخمسة عشر والتي تمتلك أسواق منتجات أقل تنظيماً (المملكة المتحدة وإيرلندا والدنمارك والسويد) ودولة وحيدة فقط ذات أسواق مالية أقل تنظيماً (الدانمرك). تعد بلدان الشمال الأوروبي من رواد تحرير أسواق الطاقة والبريد وغيرها من الأسواق في أوروبا. النظام القانوني جلي كما أن بيروقراطية الأعمال أقل من معظم البلدان. حقوق الملكية محمية والاتفاقات التعاقدية مشرفة. تم تصنيف فنلندا بأنها سادس أقل البلدان فساداً في مؤشر الفساد. كما تصنف في المرتبة 13 في مؤشر سهولة ممارسة أنشطة الأعمال. يشير هذا المؤشر إلى سهولة استثنائية للتجارة عبر الحدود (خامسة) وإنفاذ العقود (سابعة) وإنفاذ الأعمال (خامسة) ومشقة استثنائية لتوظيف العمال (127) ودفع الضرائب (83).
يجبر القانون الفنلندي جميع العمال للانصياع إلى العقود الوطنية التي تصاغ كل بضع سنوات لكل مستوى مهني وأقدمي. تصبح الاتفاقية قابلة للتنفيذ عندما يصادق عليها أكثر من 50 ٪ من الموظفين، والذين هم عملياً أعضاء في الاتحاد التجاري ذا الصلة. معدل الانتماء النقابي مرتفع (70 ٪)، وخصوصا في الطبقة الوسطى (أكافا—80 ٪). يعدّ عدم وجود اتفاق وطني في صناعة ما استثناء.

### السياحة

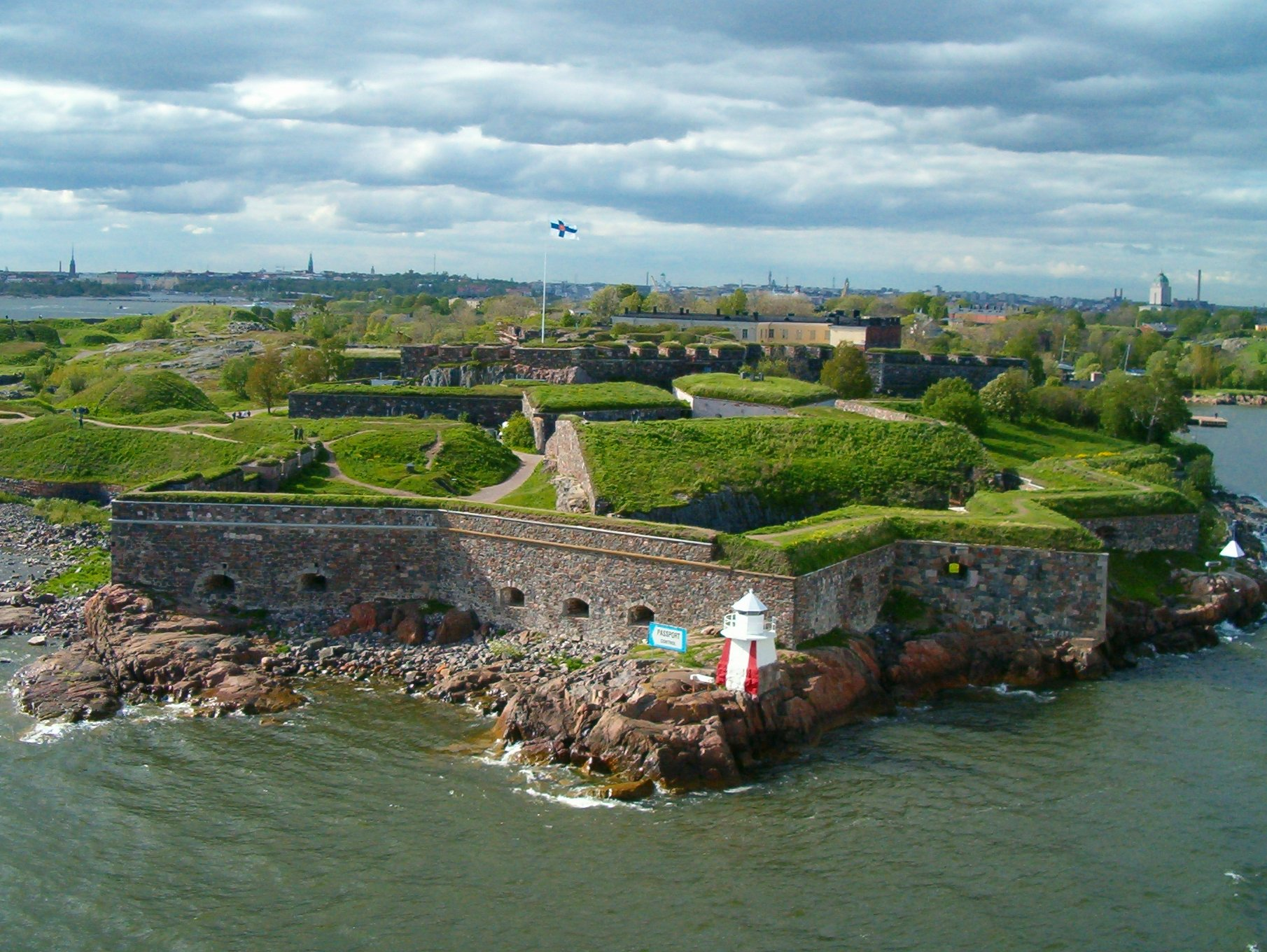
سوومنلينا هي قلعة بحرية مأهولة بنيت على 6 جزر وتقع اليوم في هلسنكي.

في عام 2005، جذبت السياحة الفنلندية أكثر من 6.7 مليار يورو بزيادة 5% عن العام السابق. يمكن أن يعزى أغلب النمو المفاجئ إلى العولمة والتحديث في البلاد فضلاً عن الارتفاع في الدعاية الإيجابية والوعي. هناك العديد من المرافق السياحية في فنلندا والتي جذبت أكثر من 4 ملايين زائر في 2005. يغطي المشهد الفنلندي غابات الصنوبر الكثيفة وبالتلال التي تكملها متاهة من البحيرات والخلجان. تمتلك فنلندا مساحات شاسعة بكراً حيث يوجد في البلاد 35 متنزهاً وطنياً من السواحل الجنوبية لخليج فنلندا إلى مرتفعات لابلاند. كما تمتلك المنطقة الحضرية العديد من الفعاليات الثقافية. تشمل الرحلات البحرية التجارية الرئيسية بين المدن الساحلية والموانئ في منطقة بحر البلطيق هلسنكي وتوركو وتالين وستوكهولم وتارفيمونده وتلعب دوراً هاماً في صناعة السياحة المحلية. تعدّ فنلندا موطن القديس نيكولا أو بابا نويل والذي يقطن منطقة لابلاند الشمالية. شمال الدائرة القطبية الشمالية توجد ليلة قطبية وهي الفترة التي تشرق فيها الشمس لأيام أو لأسابيع أو حتى شهور. لابلاند شمالية جداً حيث يشاهد الشفق القطبي (تألق في الغلاف الجوي) بشكل منتظم في فصل الشتاء.
تتنوع الأنشطة في الهواء الطلق من التزلج والغولف والصيد البحري واليخوت والرحلات البحرية والمشي والتجديف من بين أشياء أخرى كثيرة. في أقصى نقطة في شمال فنلندا وفي قلب الصيف لا تغرب الشمس تماما لمدة 73 يوما متتالية. الحياة البرية وفيرة في فنلندا. مراقبة الطيور رائجة جداً لمحبي مراقبة الطيور ولكن الصيد شعبي أيضاً. صيد الموظ والرنة والقواع رائج في فنلندا. تستضيف أولافينلينا في سافونلينا مهرجان أوبرا سافونلينا السنوي.

## الديموغرافيا
| العام | تعداد السكان | العام | تعداد السكان |
| ----- | ------------ | ----- | ------------ |
| 1750  | 421,000      | 1880  | 2,060,800    |
| 1760  | 491,000      | 1890  | 2,380,100    |
| 1770  | 561,000      | 1900  | 2,655,900    |
| 1780  | 663,000      | 1910  | 2,943,400    |
| 1790  | 705,600      | 1920  | 3,147,600    |
| 1800  | 832,700      | 1930  | 3,462,700    |
| 1810  | 863,300      | 1940  | 3,695,617    |
| 1820  | 1,177,500    | 1950  | 4,029,803    |
| 1830  | 1,372,100    | 1960  | 4,446,222    |
| 1840  | 1,445,600    | 1970  | 4,598,336    |
| 1850  | 1,636,900    | 1980  | 4,787,778    |
| 1860  | 1,746,700    | 1990  | 4,998,478    |
| 1870  | 1,768,800    | 2000  | 5,181,000    |

يبلغ تعداد سكان البلاد حالياً 5,350,156 نسمة. كما يبلغ وسطي الكثافة السكانية 17 نسمة لكل كيلومتر مربع. يجعل هذا الأمر من فنلندا ثالث أقل البلدان كثافة سكانية في أوروبا بعد النرويج وآيسلندا. يتركز سكان فنلندا في المناطق الجنوبية من البلاد، وهي ظاهرة تجلت بوضوح بعد التحضر في القرن العشرين. أهم وأكبر المدن في فنلندا هي منطقة هلسنكي الكبرى وإسبو وفانتا. من المدن الكبرى الأخرى تامبيري وتوركو وأولو.
تبلغ نسبة المواطنين الأجانب في فنلندا 2.5 ٪ وهي من بين أدنى المعدلات في الاتحاد الأوروبي. يأتي معظم هؤلاء من روسيا وإستونيا والسويد. لا يمنح أبناء المهاجرين الجنسية الفنلندية تلقائياً، إلا في حالة عدم قدرتهم على الحصول على جنسية أي دولة أخرى فحينها يصبحون من المواطنين.

### اللغة
اللغتان الفنلندية والسويدية هما اللغتان الوطنيتان في فنلندا، حيث تتمتع كلاهما في معظم الحالات بالمساواة على الرغم من هيمنة الفنلندية في معظم أنحاء البلاد. تدرس «اللغة الوطنية الأخرى» في التعليم الإلزامي وثنائية اللغة أمر شائع جداً في أنحاء البلاد التي تتحدث بلغتين. لغة سامي هي لغة رسمية في إقليم لابلاند الشمالي. كما يتعترف بلغة الغجر الفنلنديين ولغة الإشارة الفنلندية في الدستور. كما تعامل اللغات النوردية والكريلية معاملة خاصة في بعض السياقات.
اللغة الأم لنحو 92 ٪ من السكان هي الفنلندية،  والتي هي فرع من المجموعة الفينية البلطيقية الفرعية من عائلة اللغات الأورالية. هذه اللغة هي واحدة من أربع لغات رسمية في الاتحاد الأوروبي ليست من أصل هندوأوروبي. الفنلندية أكثر ارتباطاً بالإستونية ومن ثم بلغة سامي واللغة الهنغارية.
اللغة السويدية هي اللغة الأم لنحو 6 ٪ من السكان (فنلنديون ناطقون بالسويدية). السويدية هي اللغة الرسمية الوحيدة في إقليم أولند المتمتع بالحكم الذاتي. يمنح التاريخ الفنلندي والتعاون بين بلدان الشمال اللغة السويدية دوراً مختلفاً جداً عن لغات الأقليات الأخرى.
في الشمال أي في إقليم لابلاند يقطن شعب سامي الذين يبلغ تعدادهم حوالي 7000 نسمة ويعترف بهم كسكان أصليين. يتحدث ربعهم تقريباً لغة سامي كلغة أم. تستخدم ثلاث لغات سامي في فنلندا: سامي الشمالية وسامي إيناري وسامي سكولت. يتحدث بلغة الغجر الفنلندية نحو 5000-6000 شخص  والذين عادة ما يتحدثون الفنلندية أيضاً. تستخدم لغة الإشارة الفنلندية كلغة أولى لدى 4000-5000 شخص. يحمي الدستور حق الأقليات (بالأخص شعب سامي والفنلنديون الناطقون بالسويدية والغجر) بالاعتزاز بثقافتهم ولغتهم.
تشمل لغات المهاجرين اللغة الروسية (0.8٪)  والإستونية (0.3٪)  والإنجليزية والصومالية والعربية والكردية والألبانية والصينية.
أكثر اللغات الأجنبية المعروفة هي: الإنكليزية (63 ٪) والألمانية (18 ٪) والفرنسية (3٪). تدرس اللغة الإنجليزية من قبل معظم التلاميذ كمادة إجبارية من الصف الثالث أو الخامس (في بعض المدارس يمكن اختيار لغات أخرى بدلاً من ذلك). يمكن دراسة الألمانية والفرنسية والروسية كلغة أجنبية ثانية من الصف الثامن (بعض المدارس قد توفر خيارات أخرى). يمكن دراسة لغة أجنبية ثالثة في المدارس الثانوية أو الجامعة.

### الدين
| الدين في فنلندا |                                      |                               |      |                 |
| العام           | الكنيسة الإنجيلية اللوثرية الفنلندية | الكنيسة الأرثوذكسية الفنلندية | أخرى | غير منتمين لدين |
| 1900            | 98.1%                                | 1.7%                          | 0.2% | -               |
| 1950            | 95.1%                                | 1.7%                          | 0.4% | 2.8%            |
| 1990            | 87.9%                                | 1.1%                          | 0.9% | 10.2%           |
| 2000            | 85.1%                                | 1.1%                          | 1.0% | 12.7%           |
| 2005            | 83.2%                                | 1.1%                          | 1.1% | 14.5%           |
| 2010            | 78.3%                                | 1.1%                          | 1.4% | 19.2%           |
| 2014            | 73.9%                                | 1.1%                          | 1.6% | 23.5%           |
| 2015            | 73.0%                                | 1.1%                          | 1.6% | 24.3%           |
| 2016            | 72.0%                                | 1.1%                          | 1.6% | 25.3%           |
| 2017            | 70.9%                                | 1.1%                          | 1.6% | 26.3%           |

بلغ عدد المنتسبين للكنيسة الإنجيلية اللوثرية في فنلندا نحو 4.2 مليوناً أو 78.2%  في أواخر 2010. تعد الكنيسة الانجيلية اللوثرية في فنلندا واحدة من أكبر الكنائس اللوثرية في العالم، على الرغم من أن عضويتها آخذة في التراجع وخاصة خلال العقدين الماضيين وبالأكثر منذ عام 2006 حيث تنخفض العضوية بنسبة واحد في المئة تقريباً سنوياً. بدأت في الآونة الأخيرة في عام 2010 أعداد أعضاء الكنيسة في التراجع بنحو سريع حيث غادرها نحو 70,000-80,000 أو ما يقرب من 2٪ في عام 2010؛  بنيت تلك التوقعات على 56000 شخص تركوا الكنيسة في الأشهر العشرة الأولى من عام 2010. يعود هذا العدد الكبير والقياسي جزئياً إلى تخطئة العديد من المسيحيين للمثلية الجنسية. ثاني أكبر مجموعة - والمتنامية بسرعة - عند 19.2٪  من السكان تضم عديمي الانتماء الديني. تنتمي أقلية صغيرة إلى الكنيسة الأرثوذكسية الفنلندية (1.1 ٪). أما الطوائف البروتستانتية الأخرى والكنيسة الكاثوليكية في فنلندا أصغر بكثير، وكذلك هو تعداد المسلمين واليهود وغيرهم من الطوائف غير المسيحية (والتي بلغت بمجموعها 1.3 ٪).
تعد الكنيستان اللوثرية والأرثوذكسية كنائس وطنية في فنلندا ولهما دور خاص كما هو الحال في احتفالات الدولة والمدارس.
في عام 2010 جرى تعميد 79.3 ٪ من الأطفال الفنلنديين وتم تأكيد تعميد 83.6 ٪ ممن بلغوا 15 عاماً في عام 2009،  بينما جميع الجنازات تقريباً مسيحية. مع ذلك فإن غالبية اللوثريين يحضرون الكنيسة فقط في المناسبات الخاصة مثل عيد الميلاد أو حفلات الزفاف أو المآتم. تقدر الكنيسة اللوثرية أن حوالي 2 في المئة فقط من أعضائها يحضر القداس أسبوعياً. وفقاً لاستطلاع أجرته يوروباروميتر عام 2005، أجاب 41 ٪ من المواطنين الفنلنديين «أنهم يعتقدون بوجود الرب» كما أجابت نسبة مماثلة «بأنهم يعتقدون ان هناك نوعاً من قوة الحياة أو الروح» بينما أشار 16 ٪ «أنهم لا يعتقدون أن هناك أي نوع من الروح أو الرب أو قوة الحياة».

### الصحة
مأمول العمر في فنلندا 82 عاماً للمرأة و75 عاماً للرجل.

### المجتمع

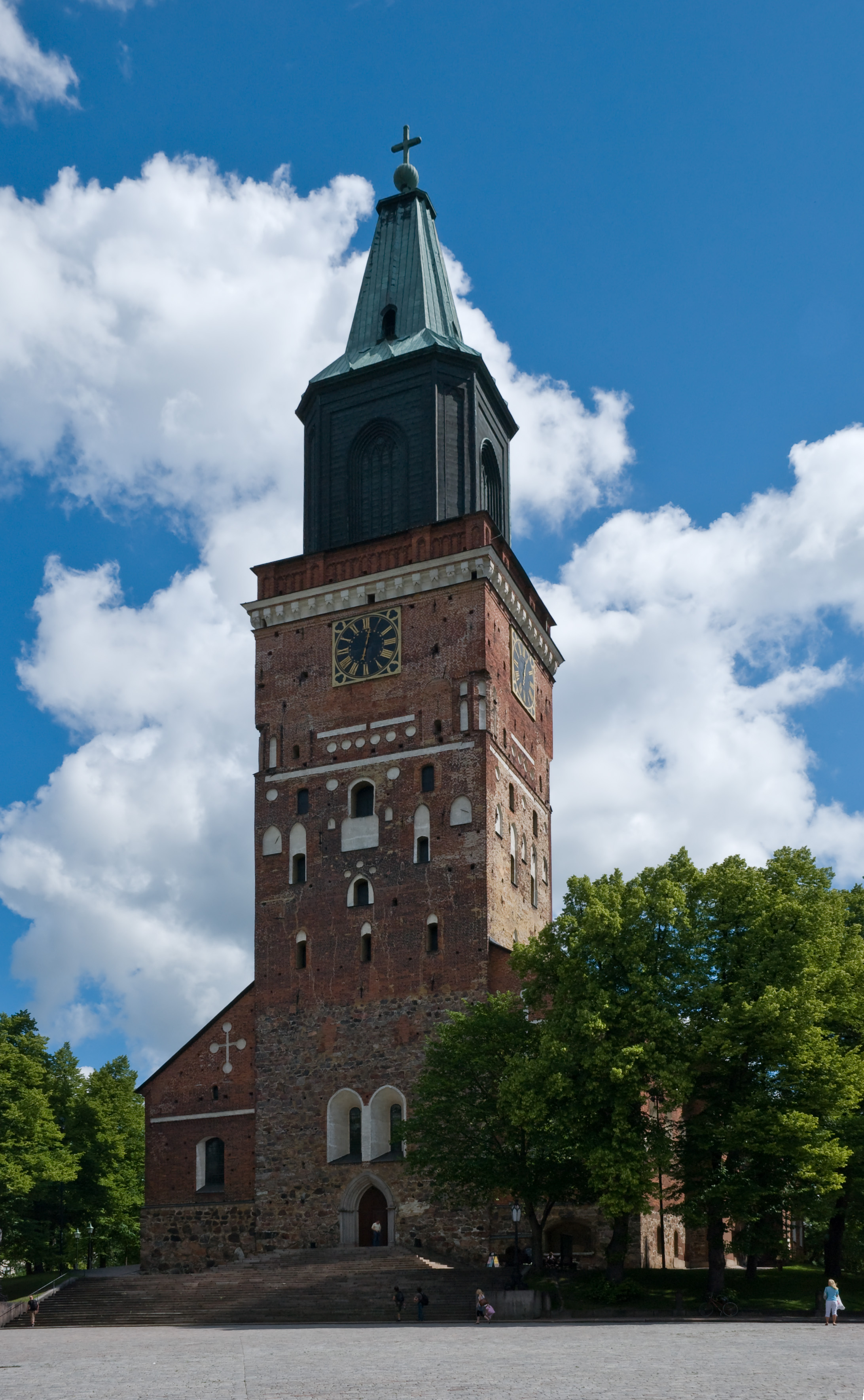
كاتدرائية توركو هي الكنيسة الأم للكنيسة الإنجيلية اللوثرية في فنلندا

تتركز الحياة المجتمعية الفنلندية حول النواة الأسرية. تكون العلاقات مع الأقارب البعيدين غالباً بعيدة نوعاً ما، كما أن الشعب الفنلندي لا يشكل عشائر أو قبائل أو هياكل مماثلة ذات ثقل سياسي. وفقاً لليونسيف، تحتل فنلندا المرتبة الرابعة في العالم في رفاه الطفل.
بعد دراسة وضع المرأة في جميع أنحاء العالم، ذكرت لجنة أزمة السكان التي مقرها واشنطن في عام 1988 أن فنلندا واحدة من أفضل الأماكن التي يمكن للمرأة أن تعيش فيها ولتحل بذلك أمام الولايات المتحدة وخلف السويد. توصل الفريق إلى هذا الاستنتاج بعد دراسة الأوضاع الصحية والاقتصادية والتعليمية والشروط القانونية التي تؤثر على حياة المرأة. كانت النساء الفنلنديات أول من حصلن على الامتياز في أوروبا، وبحلول الثمانينات من القرن الماضي أصبحن يشكلن ثلث عضوية الإدوسكونتا (البرلمان) وعدة مناصب وزارية. في ذات المرحلة الزمنية، عملت نحو 75% من النساء البالغات خارج المنزل وشكلن نحو 48% من قوة العمل. وكذلك الأمر في التعليم حيث المرأة الفنلندية كنظيرها الفنلندي وفي بعض الحالات فإن عدد النساء اللواتي يدرسن في المرحلة الجامعية، على سبيل المثال، كان متقدماً قليلاً على عدد الرجال. بالإضافة إلى التوسع في نظام الرعاية الاجتماعية والذي منذ الحرب العالمية الثانية قد قدم لهن مساعدة كبيرة في مجال الإنجاب وتربية الأطفال، حققت النساء مكاسب تشريعية ملحوظة والتي جعلتهن أقرب إلى المساواة الكاملة مع الرجل.
في عدد من المجالات، حاولت الحركة النسوية الصغيرة في البلاد المداومة على تحسين الظروف التي تعيش فيها المرأة الفنلندية. كانت أكثر القضايا إلحاحاً التفاوت في الأجور. على الرغم من أن النساء يشكلن أقل قليلاً من نصف قوة العمل ومعتادات على العمل خارج المنزل، إلا أنهن كسبن فقط حوالي ثلثي الأجور التي تقاضاها الرجال.
قانون المساواة الذي دخل حيز التنفيذ في عام 1987 قدم المساواة الكاملة للمرأة. وفي أواخر الثمانينات كان هناك جدول زمني بقائمة من أهداف محددة لتحقيقها خلال الفترة المتبقية من القرن العشرين. كان التركيز على أن تكون المساواة بين الجميع، بدلاً من حماية المرأة فقط. انصبت الجهود المبذولة ليس فقط على إدخال المرأة إلى مهن يسيطر عليها الذكور، ولكن أيضاً لجلب الذكور إلى حقول يعتقد تقليدياً بأنها من اختصاص المرأة، مثل رعاية الأطفال والتدريس في المدرسة الابتدائية. كما كان الوصول بالمرأة إلى حصة متساوية في مراكز صنع القرار هدفاً آخر.
في عام 1906 كانت فنلندا أول دولة في العالم تمنح حق التصويت الكامل (الحق في التصويت والترشح لمنصب الرئاسة) لجميع المواطنين بمن فيهم النساء.

## الثقافة

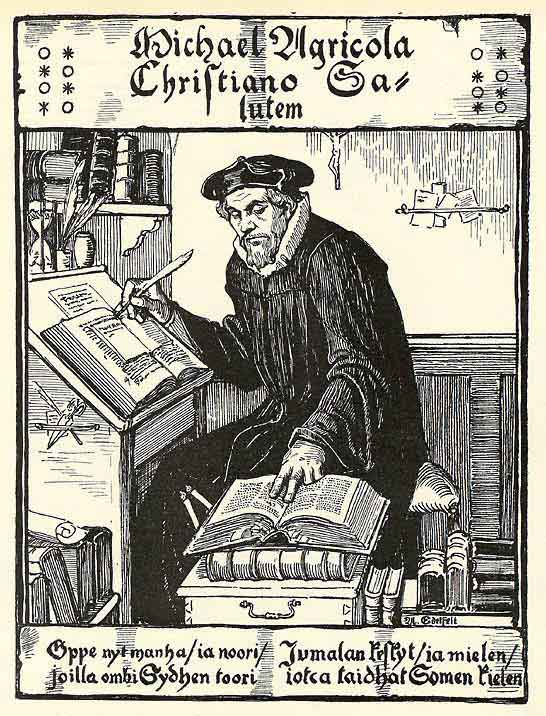
ميكايل أغريكولا

### الأدب
على الرغم من أنه يمكن القول بأن اللغة الفنلندية المكتوبة نشأت منذ عهد ميكايل أغريكولا الذي ترجم العهد الجديد إلى اللغة الفنلندية في القرن السادس عشر نتيجة للإصلاح البروتستانتي، إلا أنه توجد القليل من الأعمال الأدبية باللغة الفنلندية حتى القرن التاسع عشر الذي شهد بداية الحركة الرومانسية الوطنية الفنلندية. دفع هذا الأمر إلياس لونروت إلى جمع الشعر الشعبي بالفنلندية والكريلية وترتيبه ونشره في كاليفالا والتي تعد الملحمة الوطنية الفنلندية. شهدت تلك الحقبة صعود شعراء وروائيين كتبوا باللغة الفنلندية ولا سيما ألكسس كيفي وإينو لينو. كتب العديد من كتاب الصحوة الوطنية بالسويدية مثل الشاعر الوطني يوهان لودفيغ رونيبيرغ وساكريس توبيليوس.
بعد استقلال البلاد زادت نسبة الكتاب المحدثين ومن أكثرهم شهرة ميكا فالتري الناطق بالفنلندية وإديت سودرغران المتحدثة بالسويدية. كما حاز فرانس إيميل سيلانبا على جائزة نوبل في الآداب عام 1939. دفعت الحرب العالمية الثانية بعودة الفكر إلى خط من المصالح الوطنية مقارنة بالخط الدولي السابق وتميز منها أعمال فاينو لينا. بالإضافة إلى كاليفالا وفالتاري كانت أعمال توفي يانسون المتحدثة بالسويدية من بين أكثر الكتاب الفنلنديين ترجمة. الأدب في فنلندا الحديثة في حالة صحية. من بين الكتاب المحدثين ذوي الشعبية أرتو بآسيلينا وإلكا ريميس وكاري هوتاكاينن وسوفي أوكسانن وياري تريفو. كما تمنح أفضل رواية جائزة فنلنديا المرموقة السنوية.

### الفنون المرئية

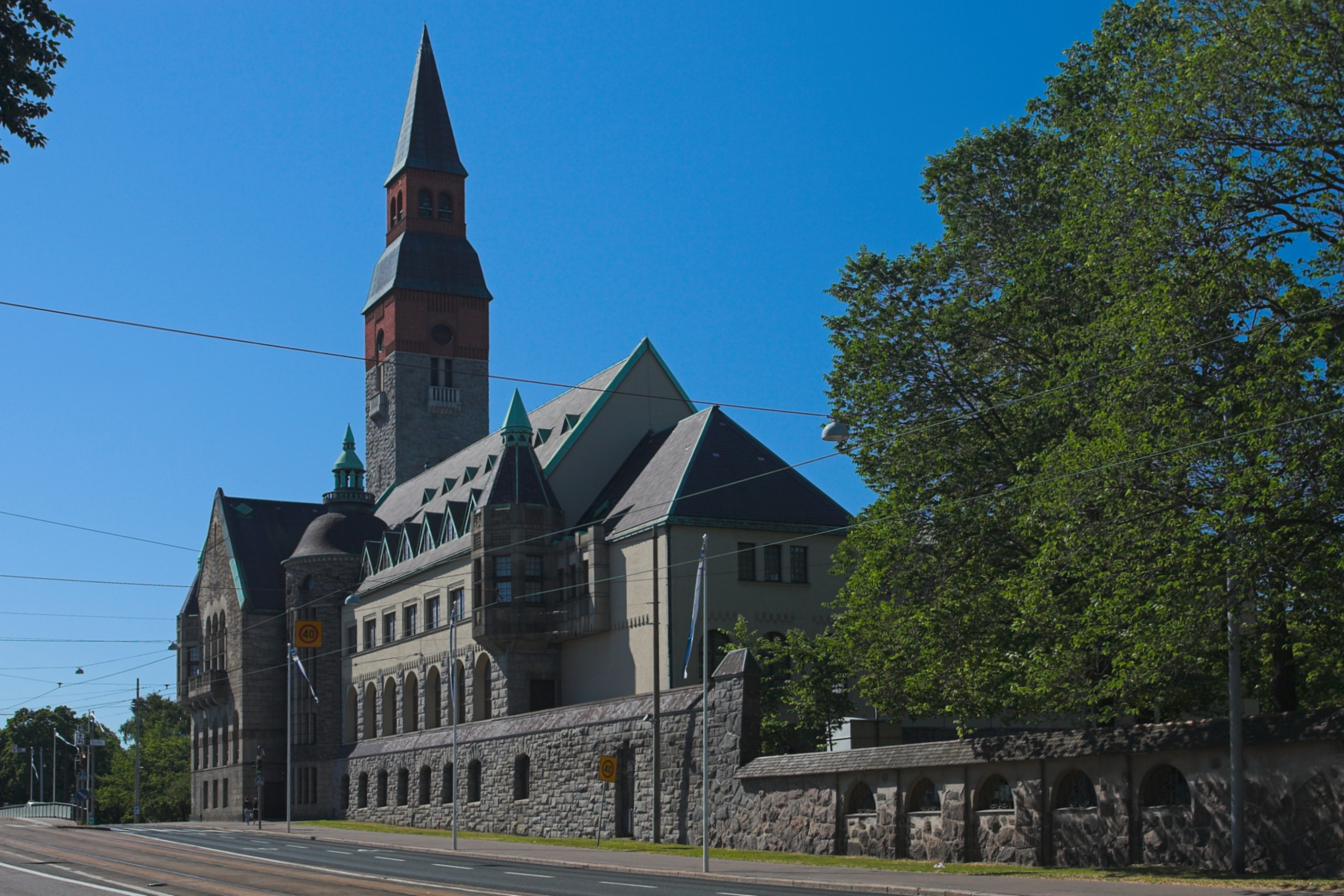
المتحف الوطني الفنلندي في قلب هلسنكي.

قدم الفنلنديون مساهمات كبيرة في الحرف اليدوية والرسوم والتصاميم الصناعية. أشهر النحاتين الفنلنديين في القرن العشرين فينو آلتونين والذي يشتهر بتماثيله النصفية ومنحوتاته التذكارية. تشتهر العمارة الفنلندية في جميع أنحاء العالم؛ من بين أكبر المهندسين الفنلنديين في القرن العشرين إلييل سآرينن (مصمم محطة السكك الحديدية المركزية في هلسنكي ذائعة الصيت والعديد من الأعمال العامة الأخرى) وابنه ييرو سآرينن. كما يشتهر أيضاً ألفار آلتو الذي ساهم في جلب العمارة الوظيفية إلى فنلندا ومن أعماله في مجال المنسوجات والأثاث والأواني الزجاجية.

### السينما والموسيقى

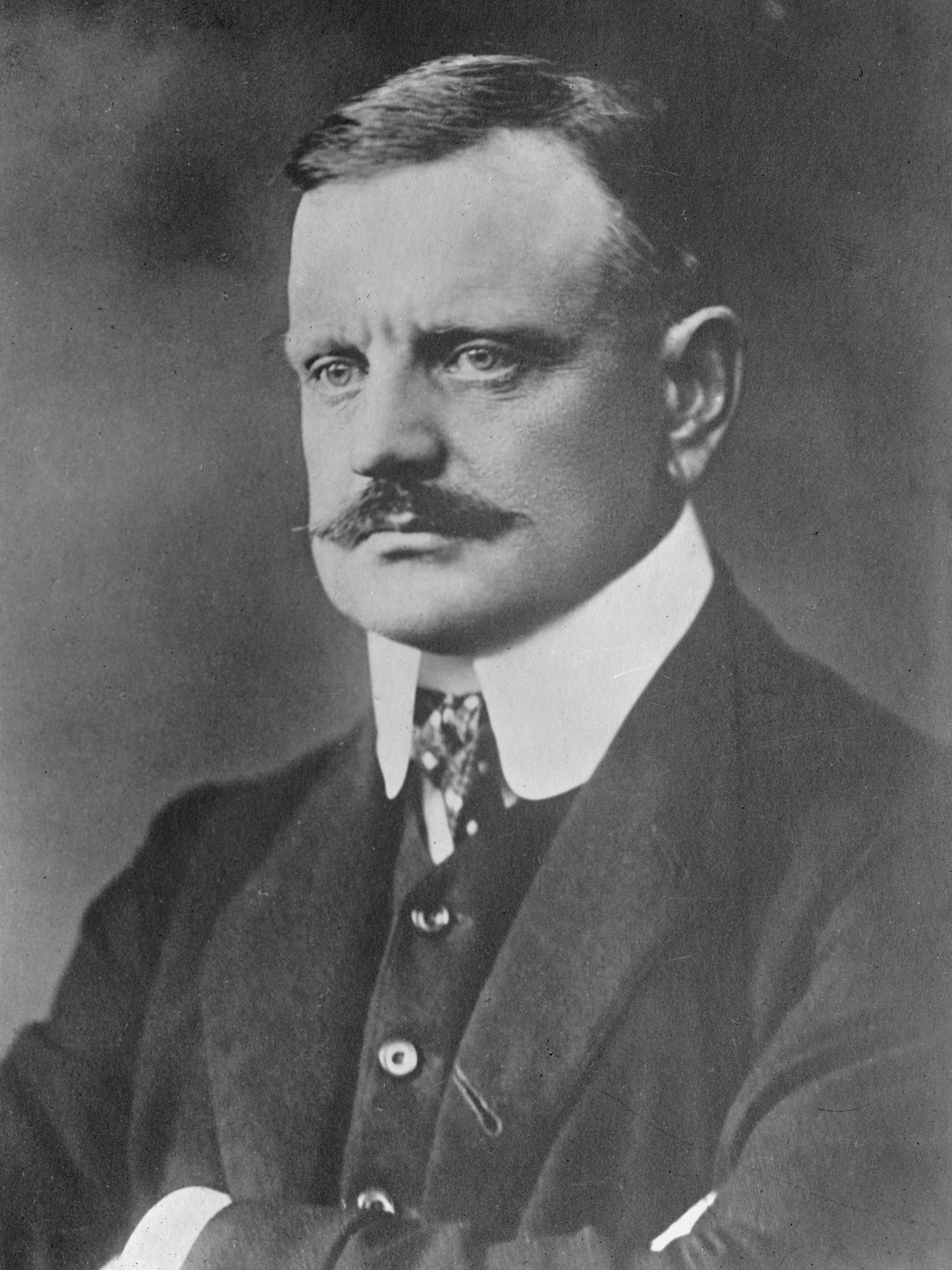
الملحن الفنلندي جان سيبيليوس (1865–1957)، من أعلام الموسيقى الكلاسيكية.

يبرز في صناعة السينما مخرجون من أمثال أكي كاوريسمكي وموريتز ستيلر وسبيدي باسانن والمخرج والمنتج الهوليوودي ريني هارلن.
تتأثر الموسيقى الفنلندية بشكل كبير بالألحان والأنغام الكريلية التقليدية كما هو الحال في كاليفالا. تمثل الثقافة الكريلية التعبير الأنقى عن الأساطير والمعتقدات الفينية، حيث أنها تأثرت بالتأثيرات الجرمانية بصورة أقل من موسيقى الرقص التقليدية النوردية والتي -إلى حد كبير- حلت محل التقاليد الكاليفالية. شهدت الموسيقى التقليدية الفنلندية إحياء لجذورها في العقود الأخيرة وأصبحت جزءاً من الموسيقى الشعبية.
يشتهر شعب سامي الذي ينتشر في شمال السويد وفنلندا والنرويج في المقام الأول بأغان روحية عالية مثل يويك. يشير المصطلح ذاته أحياناً إلى أغاني لافلو أو فولي، رغم أن ذلك غير صحيح من الناحية التقنية.
قام الملحن الألماني المولد فريدريك باسيوس بكتابة أول أوبرا فنلندية في 1852. كما لحن باسيوس أيضاً قصيدة مآمي/فارت لاند (بلادنا) وهي النشيد الوطني الفنلندي. انتشرت في تسعينات القرن التاسع عشر القومية الفنلندية على أساس الكاليفالا، حيث اشتهر جان سيبيليوس بسمفونيته الصوتية كوليرفو. تلقى بعد ذلك منحة لدراسة المؤدين الرونو في كاريليا وواصل شق طريقه الناجح بصفته أبرز الموسيقيين الفنلنديين. في عام 1899 قام بتأليف فنلانديا والتي لعبت دوراً هاماً في نيل البلاد استقلالها. لا يزال سيبيليوس أحد أبرز الشخصيات الوطنية في فنلندا ورمزاً للأمة.

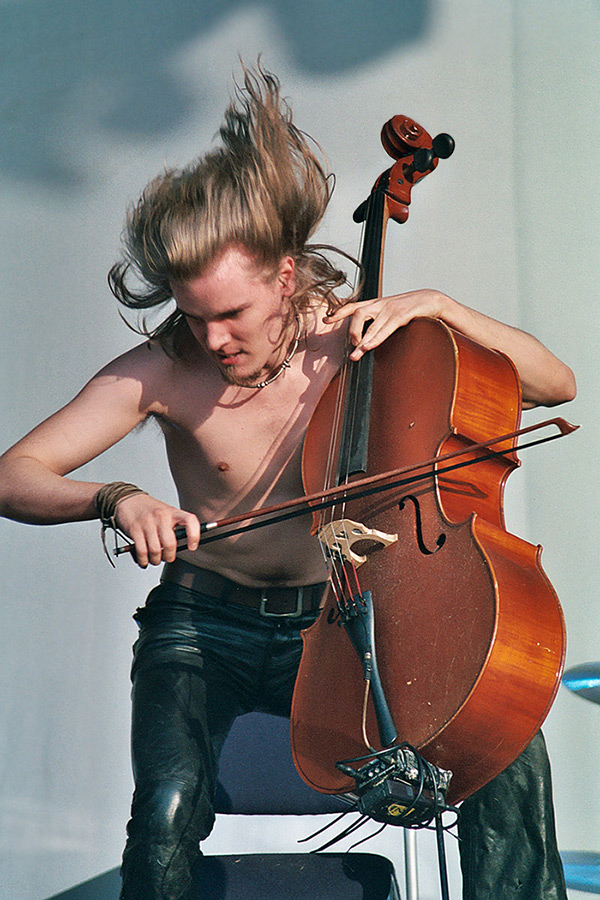
بيرتو كيفيلاكسو من فرقة أبوكاليبتيكا.

لا تزال الموسيقى الكلاسيكية حيوية جداً في فنلندا. نظراً لأن عمرها يقرب المائة عام، فإن العديد من الملحنين الكلاسيكيين الهامين لا يزالون على قيد الحياة مثل ماغنوس ليندبيرغ وكايا سآرياهو وأوليس سالينن وأينويوهاني راوتافارا. يصاحب الملحنين عدد كبير من قواد الأوركسترا مثل إسا بكا سالونن وأوسمو فانسكا ويوكا بيكا ساراستي وليف سيغيرستام. بعض الموسيقيين الكلاسيكيين الفنلنديين المشهود لهم دولياً كاريتا ماتيلا وسويلي اسوكوسكي وبيكا كوسيستو.
إسكيلما (مشتقة مباشرة من الكلمة الألمانية شلاغر وتعني ضربة) وهي كلمة فنلندية تقليدية للأغنية الشائعة الخفيفة. تشمل الموسيقى الشائعة الفنلندية أنواعاً مختلفة من موسيقى الرقص؛ كما تشيع التانغو في البلاد. الموسيقى الخفيفة في المناطق الناطقة بالسويدية تتأثر بالتيارات الشائعة في السويد. تشمل الموسيقى الشعبية الفنلندية عدداً من أبرز فرق الروك وموسيقى الجاز ومؤدي الهيب هوب والموسيقى الراقصة.
ظهرت في بدايات الستينات من القرن الماضي أول موجة كبيرة من فرق الروك الفنلندية، حيث أدت موسيقى الروك انسترومنتال مستوحية إياها من فرق مثل ذا شادوز. وصلت حمى البيتلز إلى فنلندا حوالي 1964 مما أدى إلى المزيد من التطوير في المشهد الموسيقي المحلي في مجال الروك. في أواخر الستينات وخلال السبعينات، تحول الفنلنديون إلى كتابة كلمات أغانيهم الخاصة في مجال الروك عوضاً عن ترجمة المقطوعات العالمية إلى الفنلندية. خلال ذاك العقد برزت فرق مثل تاسافالان بريزيدنتي وفيغفام في مجال البروغريسيف روك ونالت احتراماً عالمياً دون أن تحقق طفرة تجارية خارج فنلندا. كان ذاك أيضاً مصير فرقة هوريغينز التي أدت روك أند رول. أنتج مشهد البانك الفنلندي بعض الأسماء المعترف بها دولياً مثل تيرفيت كاديت في الثمانينات. كانت فرقة هانوي روكس إحدى فرق الروك الشهيرة في الثمانينات والتي ربما تركت بصمتها في تاريخ الموسيقى الشعبية أكثر من أي فرقة فنلندية أخرى حيث ألهمت فرقة غنز آن روزز الأمريكية.
نالت العديد من فرق الميتال الفنلندية اعترافاً دولياً. تعد فرقتا هيم ونايتويش من أكثر الفرق الفنلندية شهرة في هذا المجال، حيث حقق ألبوم دارك نايت لفرقة هيم عام 2005 مبيعات هائلة في الولايات المتحدة. أبوكاليبتيكا هي فرقة فنلندية ذات شهرة عالمية تعرف بموسيقاها الكالاسيكية الوترية الممزوجة بالهيفي ميتال الكلاسيكية. من بين فرق الميتال الأخرى المشهورة إنسيفيروم وكالماه وذا راسموس وتشلدرن أوف بودوم وسوناتا أركتيكا بالإضافة إلى ستراتوفاريوس في مجال الباور ميتال. استضافت فنلندا مسابقة الأغنية الأوروبية في 2007، بعد أن فازت فرقة الهارد روك/ هيفي ميتال لوردي بالمسابقة في 2006.

### الإعلام والاتصالات

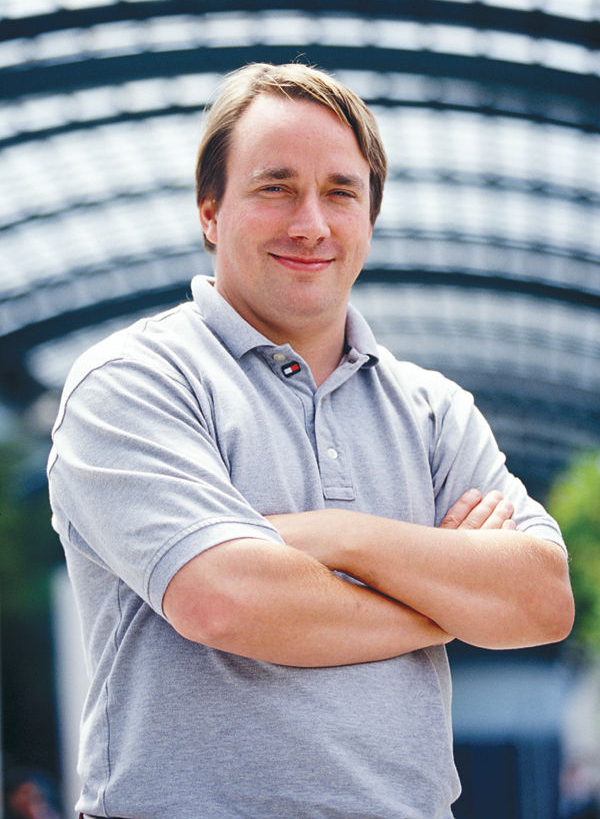
لينوس تورفالدس، مهندس برمجيات فنلندي اشتهر بتصميمه لنظام التشغيل لينكس.

يوجد حالياً في فنلندا 200 صحيفة و 320 من المجلات الشعبية و2100 من المجلات المهنية و67 محطة إذاعية تجارية منها محطة إذاعية على الصعيد الوطني وخمسة وطنية عامة وثلاث محطات إذاعية رقمية. يجري في كل عام إصدار نحو اثني عشر فيلماً روائياً ونشر 12000 كتاباً جديداً وتباع تقريباً 12 مليون نسخة من التسجيلات.
تنشر سانوما صحيفة هلسنغن سانومات (حجم تداولها 412,000  مما يجعلها أكبر صحيفة) وصحيفة إيلتا سانومات وصحيفة تالوسانومات ذات الاتجاه التجاري وقناة نيلونن التلفزيونية. أما شركة النشر الأخرى ألما ميديا فتنشر أكثر من ثلاثين مجلة بما في ذلك صحيفة آمولهتي وصحيفة إيلتالهتي وصحيفة كوبالهتي تجارية المنحى. يعد الفنلنديون بالإضافة إلى شعوب الشمال الأخرى واليابانيين أكثر الشعوب اهتماماً بمطالعة الصحف في العالم.
تمتلك شركة الإذاعة الوطنية أوليسراديو خمس قنوات تلفزيونية و 13 محطة إذاعية باللغتين الوطنيتين. تمول أوليسراديو عبر الترخيص الإلزامي لمقتني أجهزة التلفاز والرسوم على المذيعين في القطاع الخاص. تبث جميع القنوات التلفزيونية رقمياً سواء أرضياً أو على الكابل. تعود ملكية القناة التلفزيونية الأكثر شعبية ام تي في 3 ومحطة الإذاعة الأكثر شعبية نوفا راديو إلى إذاعة الشمال (بونير وبروفنتوس اندستريير).
يستخدم الإنترنت حوالي 79% من الفنلنديين. تمتلك فنلندا حوالي 1,520,000 اتصالاً بشبكة الإنترنت ذات النطاق العريض بحلول نهاية يونيو 2007 أي حوالي 287 اتصالاً لكل 1000 نسمة. كما يتوفر الاتصال بالإنترنت وأجهزة الكمبيوتر في جميع المدارس والمكتبات العامة الفنلندية. كما ينتشر الهاتف المحمول بين أغلب السكان. يستخدم الهاتف المحمول غالباً للاتصال بينما الخدمات ذات القيمة الإضافية نادرة. في أكتوبر 2009، التزمت وزارة النقل والاتصالات الفنلندية بضمان توفير اتصال بالإنترنت لكل فنلندي بسرعة واحد ميغابايت في الثانية على الأقل وذلك بداية من يوليو 2010.

### العطلات الرسمية

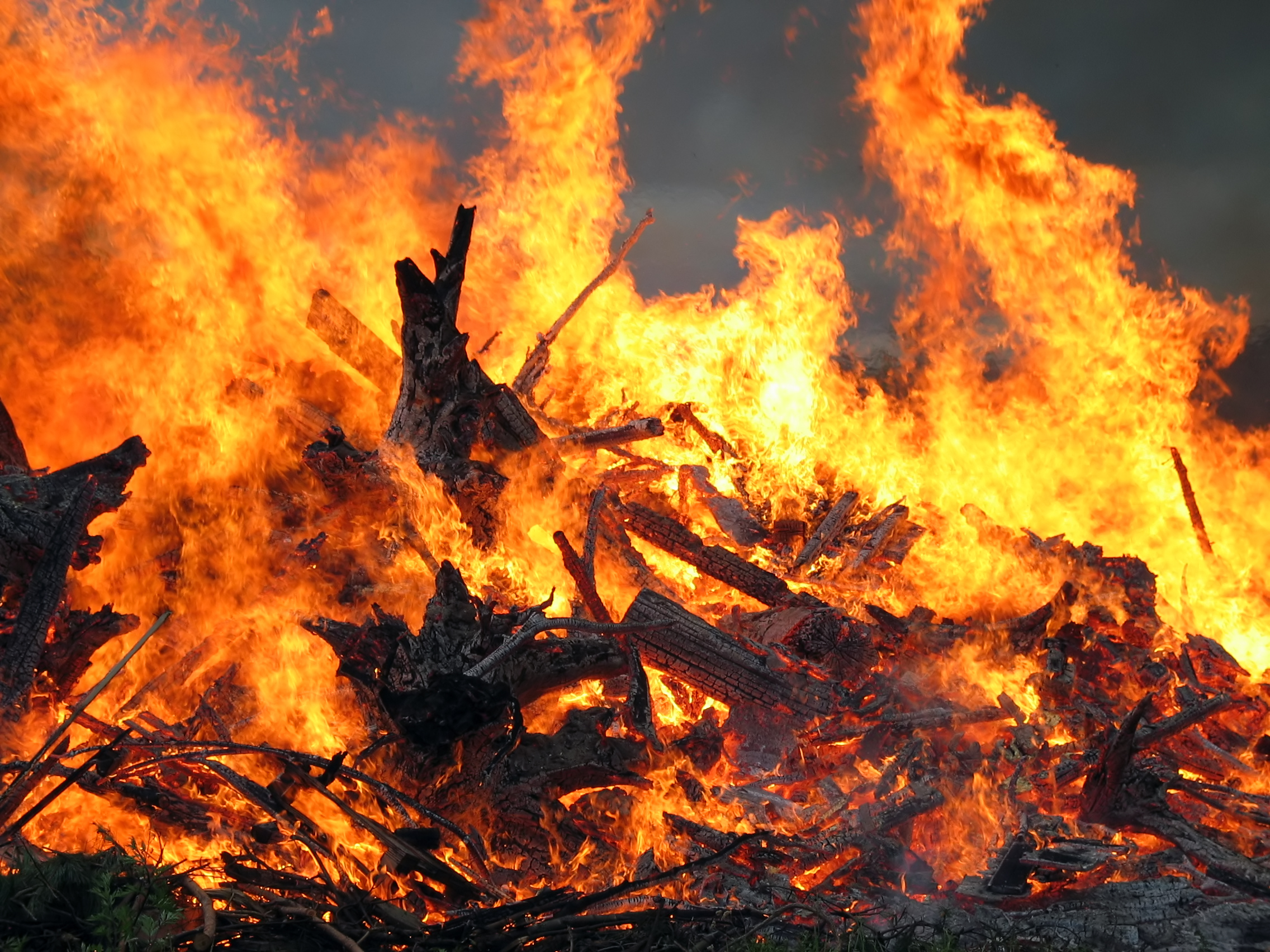
الاحتفال بالانقلاب الصيفي ("كوكو") في مانتســَـلا

يعد إعلان العطلات الرسمية في فنلندا من أعمال البرلمان. يمكن تقسيم العطل الرسمية إلى أعياد مسيحية وأخرى علمانية. الأعياد المسيحية الرئيسية هي عيد الميلاد وعيد الغطاس وعيد الفصح وعيد الصعود وعيد العنصرة وعيد جميع القديسين. أما العطلات العلمانية فهي رأس السنة الميلادية وعيد العمال وعيد منتصف الصيف وعيد الاستقلال. عيد الميلاد هو أكثر الأعياد احتفالاً وعادة على الأقل بين 23-26 من ديسمبر. كما يجري الاحتفال أيضاً في منطقة بوثنيا (أبرزها في مدينة كوكولا) بما يعرف باسم فينيتسيالايست وهو الاحتفال بالماء والنار.

### الرياضة
توجد بعض الرياضات ذات الشعبية في فنلندا. بيسابالو (رياضة شبيهة بالبيسبول) هي الرياضة الوطنية في فنلندا، على الرغم من أن أكثر الرياضات شعبية في فنلندا من حيث التغطية الإعلامية هي الفورمولا واحد والراليات وهوكي الجليد وكرة القدم. فازت فنلندا ببطولة العالم لهوكي الجليد مرة وحيدة في عام 1995. ياري كوري وتيمو سيلان لاعبا هوكي جليد فنلنديا المولد سجل كل منهما 600 هدف في مسيرتهم المهنية في دوري الهوكي الوطني.
لم يتأهل فريق فنلندا لكرة القدم أبداً لنهائيات كأس العالم أو كأس الأمم الأوروبية. من بين مشاهير لاعبي كرة القدم الفنلنديين ياري ليتمانن وسامي هيبيا وأنتي نييمي ويوسي ياسكيلاينن وميكائيل فورسيل. التزلج على الجليد أيضاً شعبية في فنلندا وهناك العديد من المتزلجين المحترفين من أمثال انتي أوتي وهيكي سورسا ويوسي أوكسانين وييرو إتالا وبيتو بيرونين ويوني مالمي.

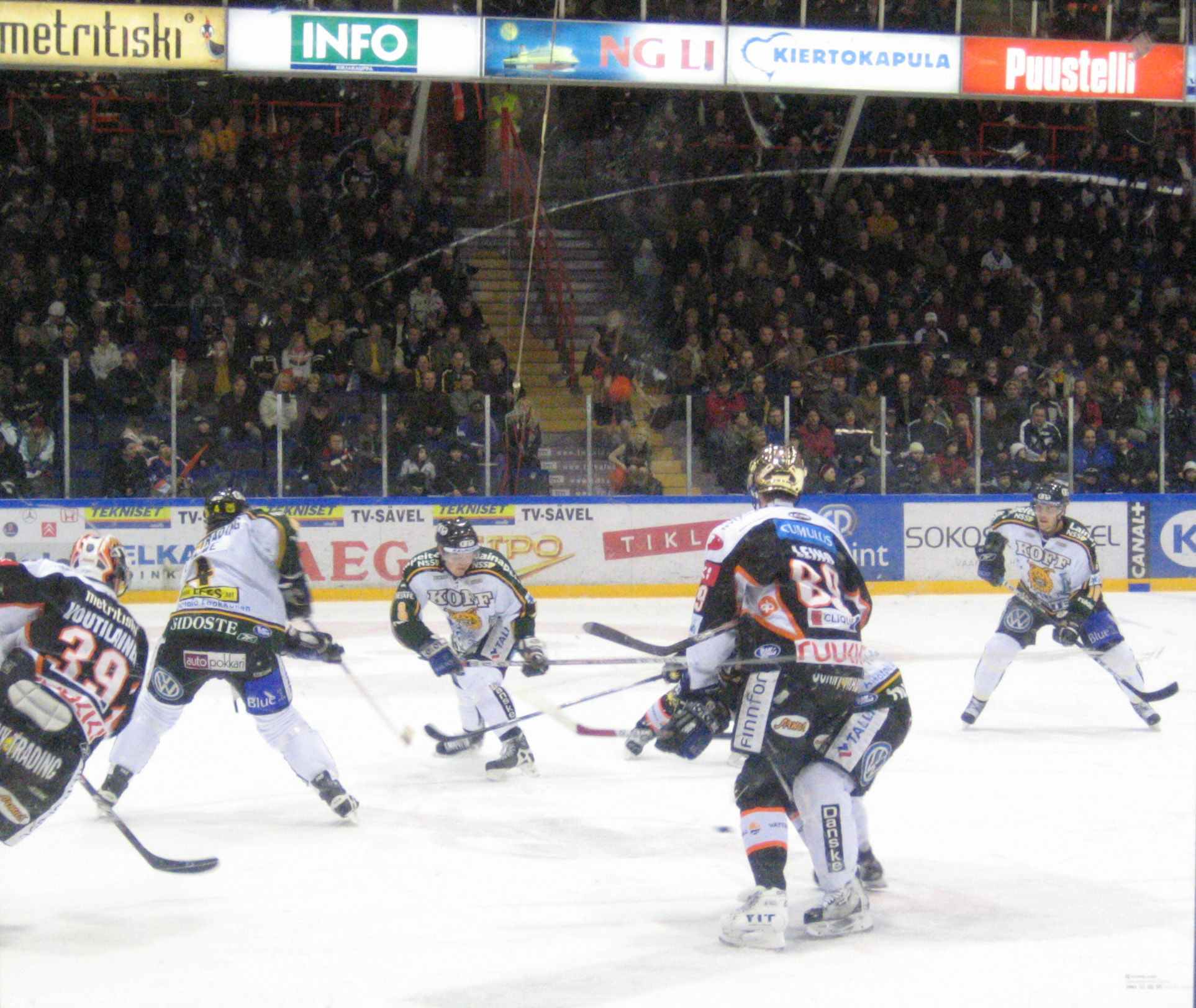
هوكي الجليد في فنلندا.

بالنسبة لتعداد سكانها فإن فنلندا تعد الأفضل في العالم في سباقات السيارات مقاساً بنجاحها الدولي. أنجبت فنلندا ثلاثة أبطال عالميين في سباقات الفئة الأولى وهم كيكي روزبرغ (وليامز 1982) وميكا هاكينن (ماكلارين 1998 و 1999) وكيمي رايكونن (فيراري 2007). بعد اعتزال رايكونن من هذه الرياضة، عاد مرة أخرى ليمارسها من جديد بعدما انضم سنة 2012 إلى فريق لوتس لسنتين، وفي سنة 2014 عاد مرة أخرى إلى فريق فيراري ليوقع رفقته عقدا يمتد لعامين، حيث يشكل رفقة الفنلندي الآخر فلتري بوتاس ثنائي فنلندي مميز في سباقات الفئة الأولى للفورمولا 1 هذا الأخير والذي قدم مستويات غير متوقعة هذه السنة 2014 نجح مع فريقه ويليامز ميرسيدس في اعتلاء المنصات خلال العديد من السباقات. ينافس ابن روزبرغ - نيكو روزبيرغ (مرسيدس) - أيضاً حالياً ولكن في ظل جنسية والدته الألمانية.
من بين المشاهير أيضاً في سباق الجائزة الكبرى السائق ليو كينونن وبطل لومان 24 ساعة يوركي ليتو وميكا سالو. كما أنجبت فنلندا أيضاً أفضل سائقي الراليات في العالم بما في ذلك أبطال العالم السابقين ماركوس غرونهولم ويوها كانكونن وهانو ميكولا وتومي ماكينن وتيمو سالونين وآري فاتانن. توفي الفنلندي الوحيد -يارنو سارينن- الذي فاز ببطولة العالم لسباقات الطرق في حادث خلال سباق عام 1973.

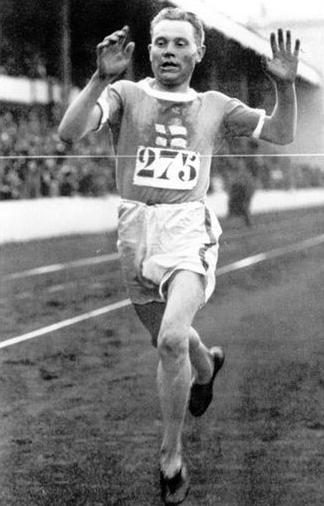
بافو نورمي في الأولمبياد الصيفي عام 1920.

أما في مجال الرياضات الشتوية فتعد فنلندا البلد الأكثر نجاحاً في القفز التزلجي حيث يمكن القول أن ماتي نوكانن أفضل من مارس هذه اللعبة. حيث أحرز خمس ميداليات أولمبية (أربعة ذهبية) وتسع ميداليات في بطولة العالم (خمسة ذهبيات). أما بين ممارسي هذه اللعبة النشطين حالياً فيبرز يان أهونن. حاز كالي بالندر على بطولة العالم في التزلج الألبي وعلى الكرة الكريستالية (مرتين في كيتزبوهيل). فازت تانيا بوتياينن بالميدالية الأولمبية الفضية للتزلج الألبي وكذلك عدة سباقات في بطولة العالم.
بعض من أبرز الرياضيين السابقين هانس كولهماينن (1890-1966) وبافو نورمي (1897-1973) وفيل ريتولا (1896-1982) الذي فاز بثمانية عشر ميدالية ذهبية وسبع ميداليات فضية أولمبية في العقدين الثاني والثالث من القرن الماضي.
يعدّ أولئك أيضاً أول جيل من عدائي المسافات المتوسطة والطويلة الفنلنديين العظماء وأطلق عليهم «الفنلنديون الطائرون» (وهو لقب يطلق على الرياضيين الفنلنديين اللاحقين). فاز عداء مسافات طويلة آخر هو لاسي فيرين (مواليد 1949) بما مجموعه أربع ميداليات ذهبية خلال دورتي الألعاب الأولمبية الصيفية عامي 1972 و1976.
يعد كل من ريكو كيري ويوكو أهولا ويان فيرتانن أعظم رياضيي البلاد في بطولات التحمل وشاركوا في بطولات أقوى رجل في العالم بين 1993 و 2000.
عقدت دورة الألعاب الأولمبية الصيفية 1952 والمعروفة رسمياً باسم دورة الألعاب الأولمبية الخامسة عشرة في هلسنكي. أما غيرها من الأحداث الرياضية البارزة التي عقدت في فنلندا فهي بطولتا العالم في ألعاب القوى 1983 و 2005 وغيرها.
بعض من الرياضات الشعبية الترفيهية هوكي الصالات والمشي الشمالي والجري وركوب الدراجات والتزلج.

## مواقع خارجية
- موقع رسمي سياحي
- موقع رئيس الدولة
- موقع الحكومة
- موقع البرلمان